# Olympané

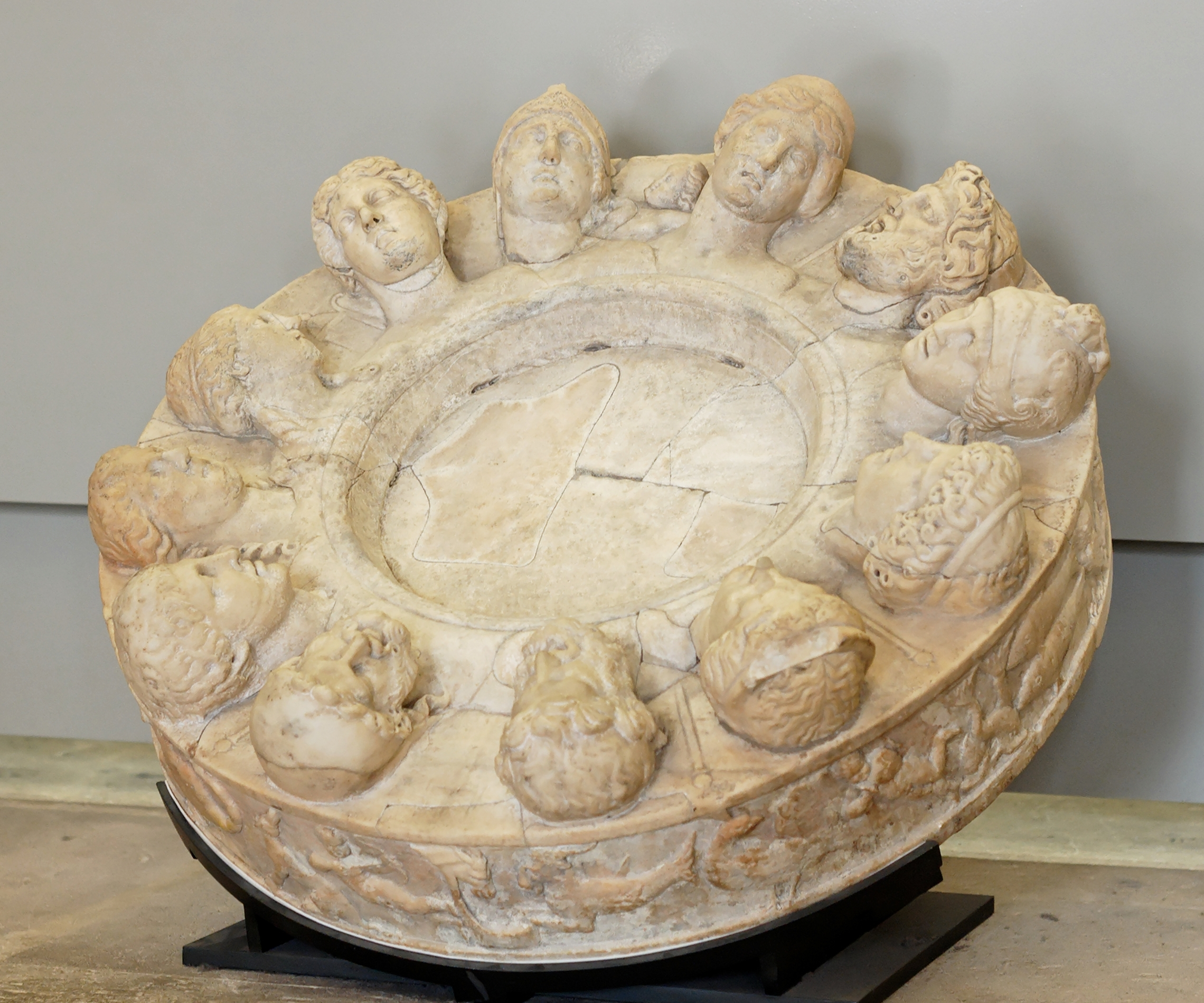
Oltář dvanácti bohů (Louvre, Paříž, 1. stol. n. l.)

Olympané nebo olympští bohové nebo dvanáct olympských bohů či dvanáct olympanů (řecky Δωδεκάθεον, Dódekatheon) je název pro dvanáct nejvýznamnějších bohů v řecké mytologii. Dvanáct nejvyšších bohů měli vedle Řeků také Etruskové a Římané, a tyto dvanáctky byly obvykle ztotožňovány.
Tito bohové jsou označováni jako olympané podle toho, že sídlí na hoře Olymp. Nejvyšší z těchto bohů je Zeus, který zbavil svého otce Krona vlády nad světem, pak tam mají své místo někteří jeho sourozenci (včetně jeho manželky Héry), některé děti a bohyně Afrodíté zrozená z mořské pěny oplodněné useknutými genitáliemi boha Úrana. Některé seznamy uvádějí jako dvanáctou olympanku Diovu sestru Hestii, jiné upřednostňují jeho syna Dionýsa. Jmenovitě jsou tak součástí olympského panteonu:
1. Zeus (syn Krona a Rheie, manžel Héry)
2. Héra (dcera Krona a Rheie, manželka Dia)
3. Poseidón (syn Krona a Rheie, manžel Amfitríté)
4. Démétér (dcera Krona a Rheie)
5. Pallas Athéna (dcera Dia a Métis)
6. Foibos Apollón (syn Dia a Létó)
7. Héfaistos (syn Dia a Héry, manžel Afrodíté)
8. Hermés (syn Dia a Maie)
9. Arés (syn Dia a Héry)
10. Artemis (dcera Dia a Létó)
11. Afrodíté (dcera Úrana a mořské pěny, manželka Héfaista)
12. Dionýsos ( syn Dia a jeho milenky Semely)

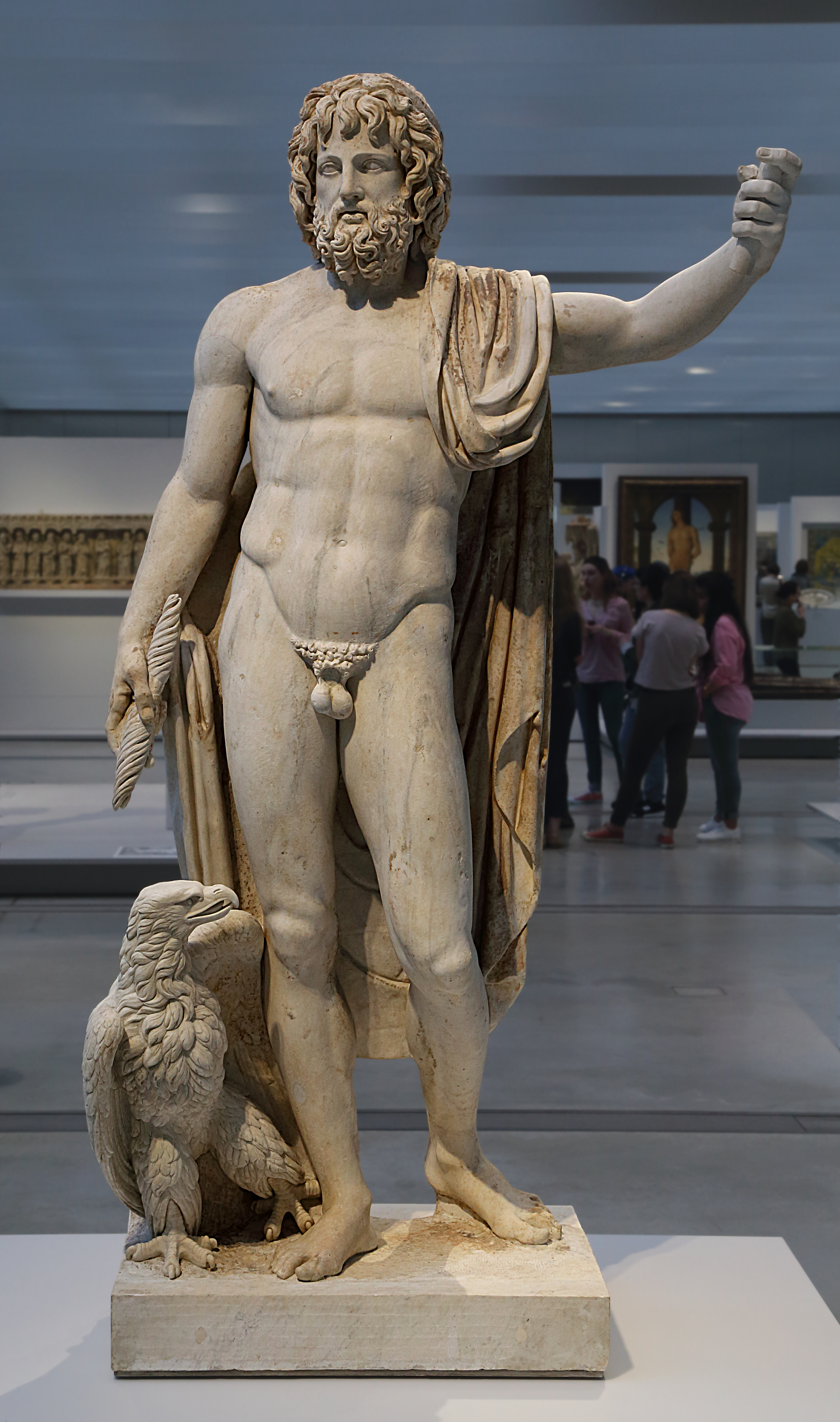
Zeus
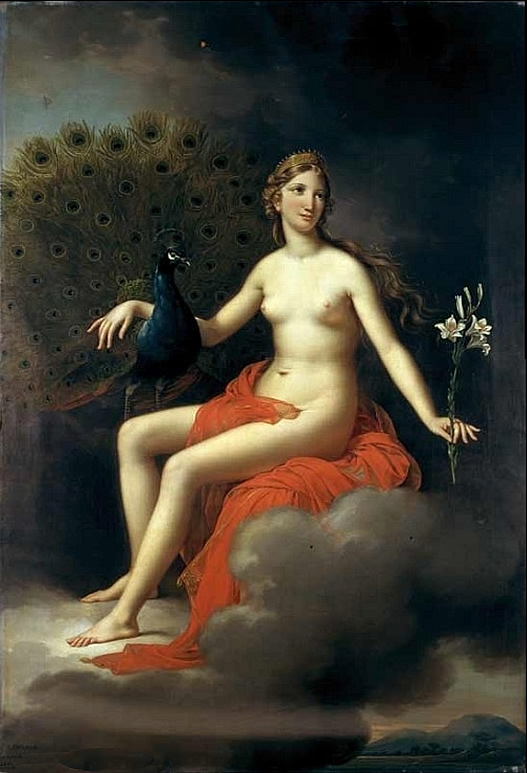
Héra
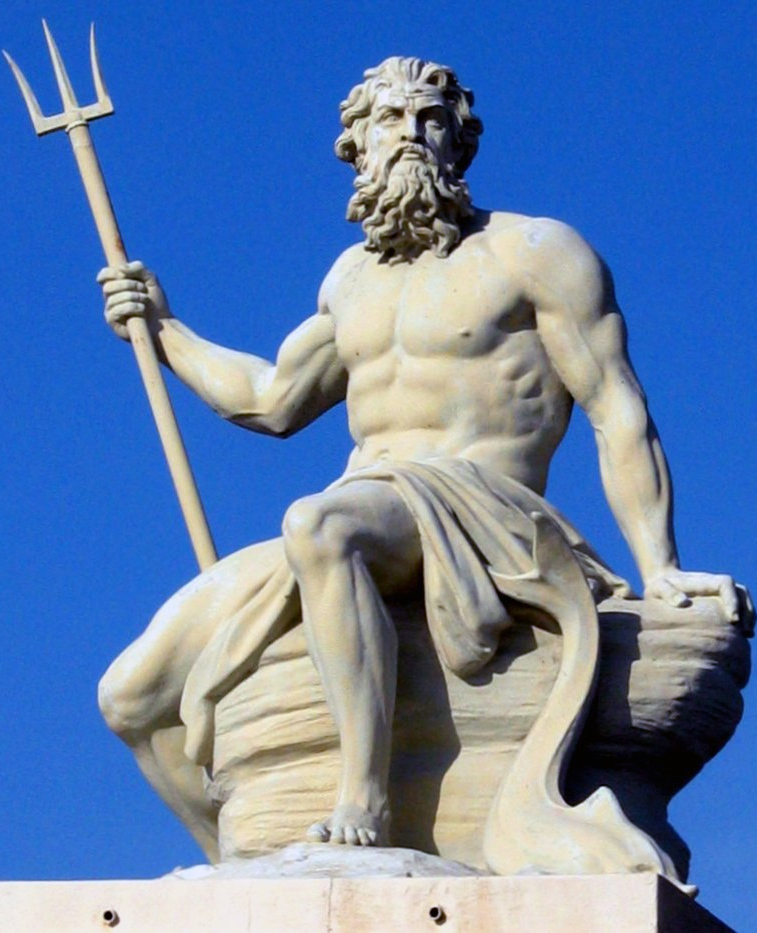
Poseidón
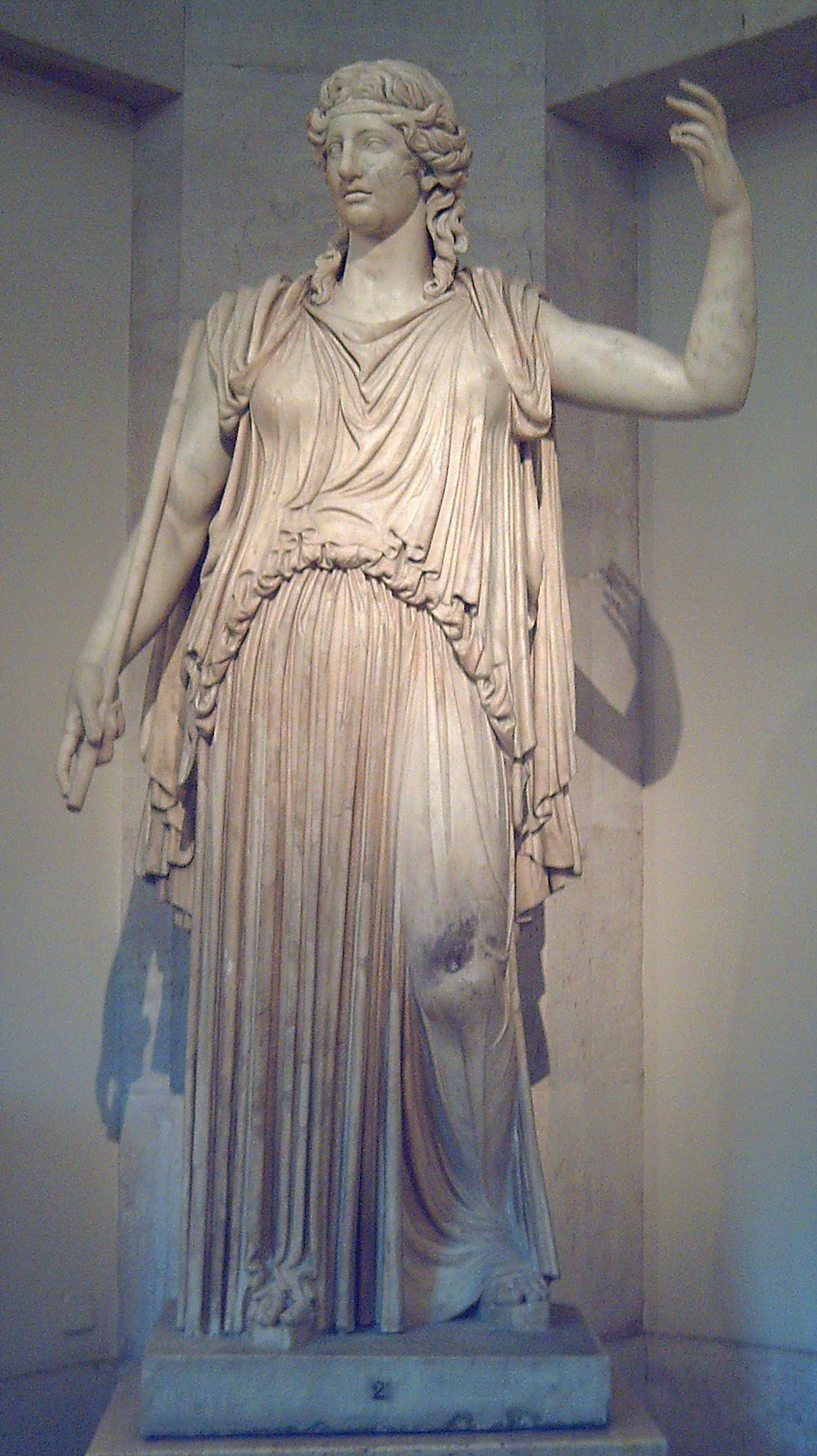
Démétér
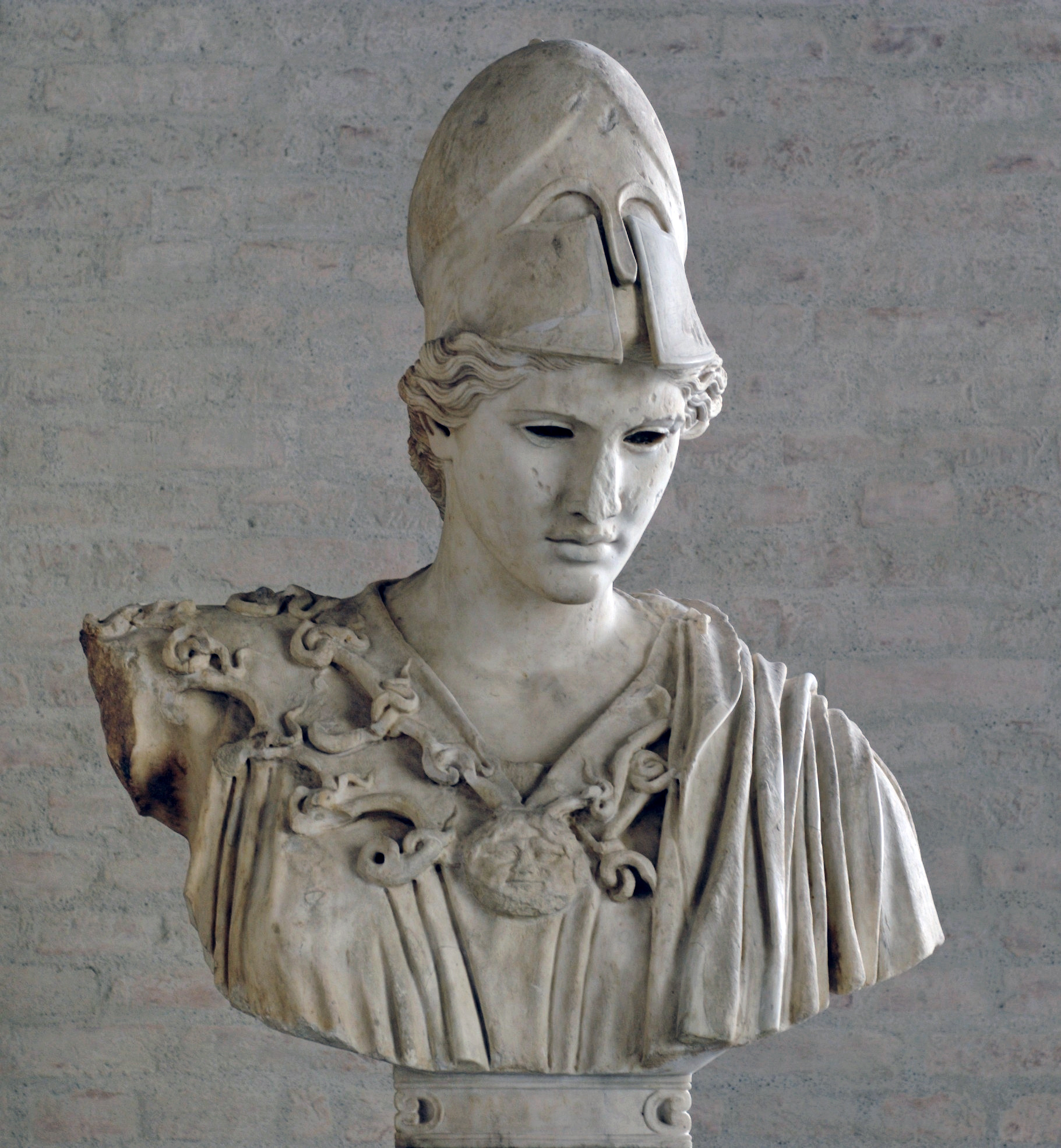
Pallas Athéna
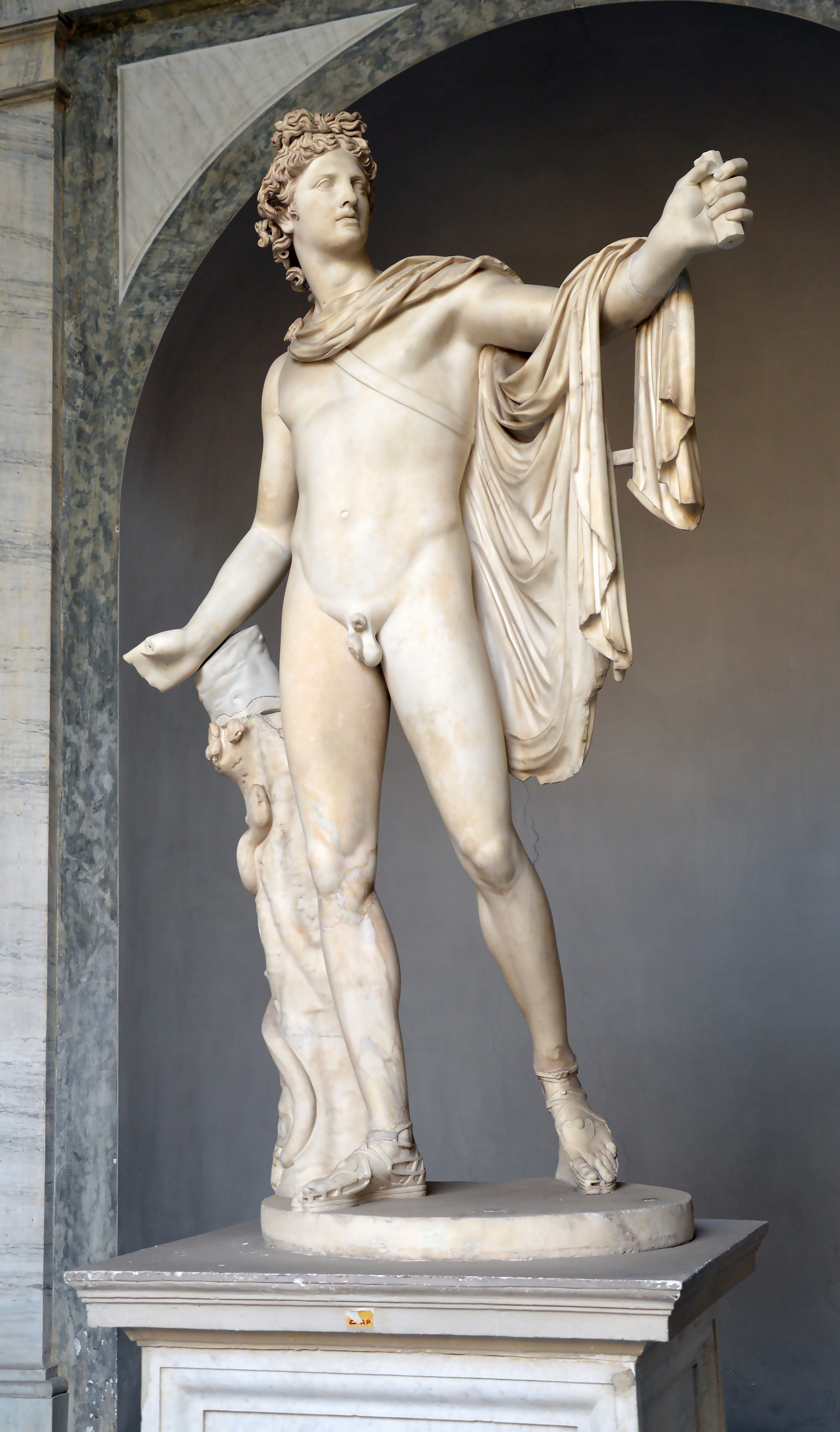
Foibos Apollón
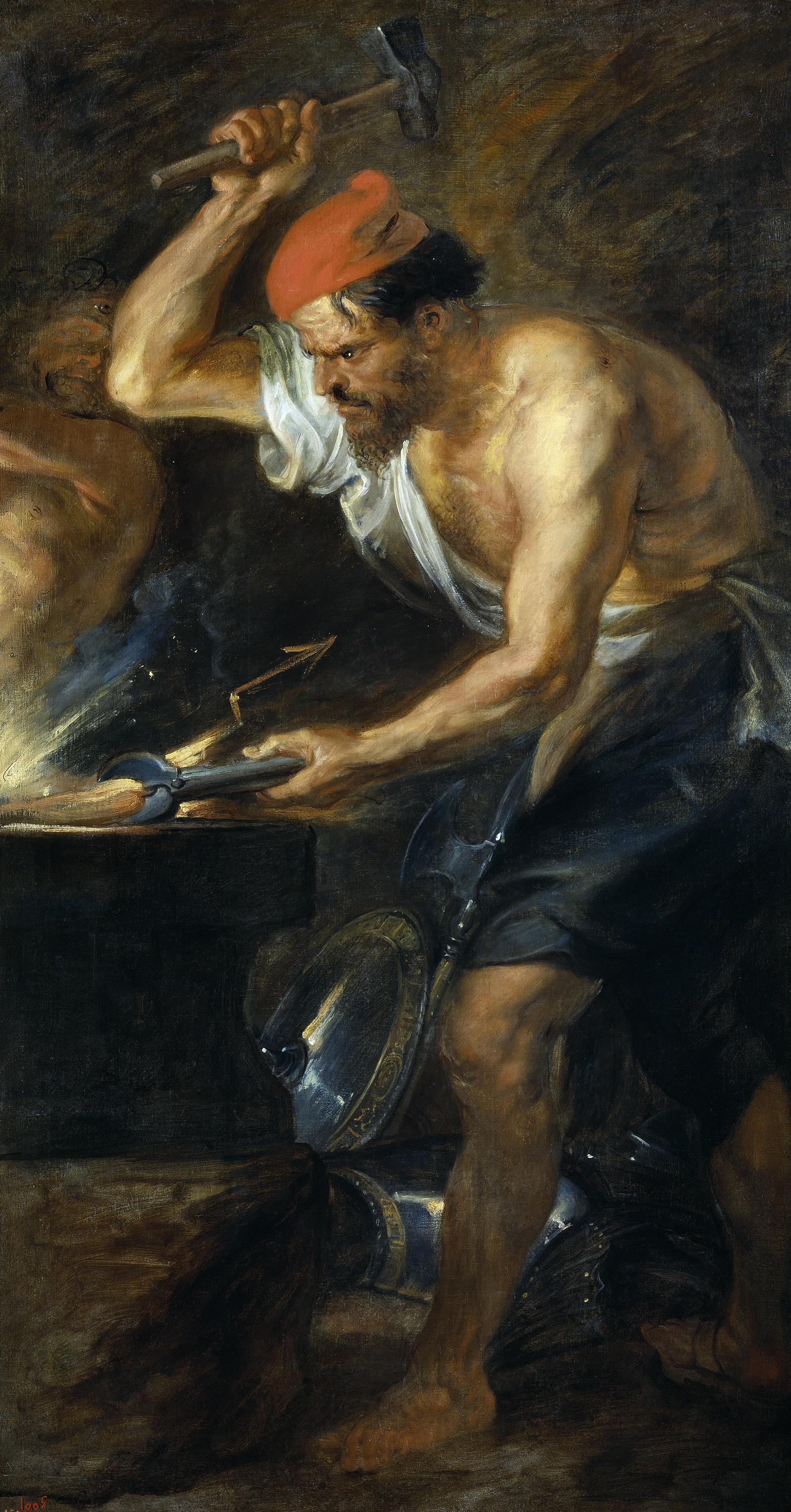
Héfaistos
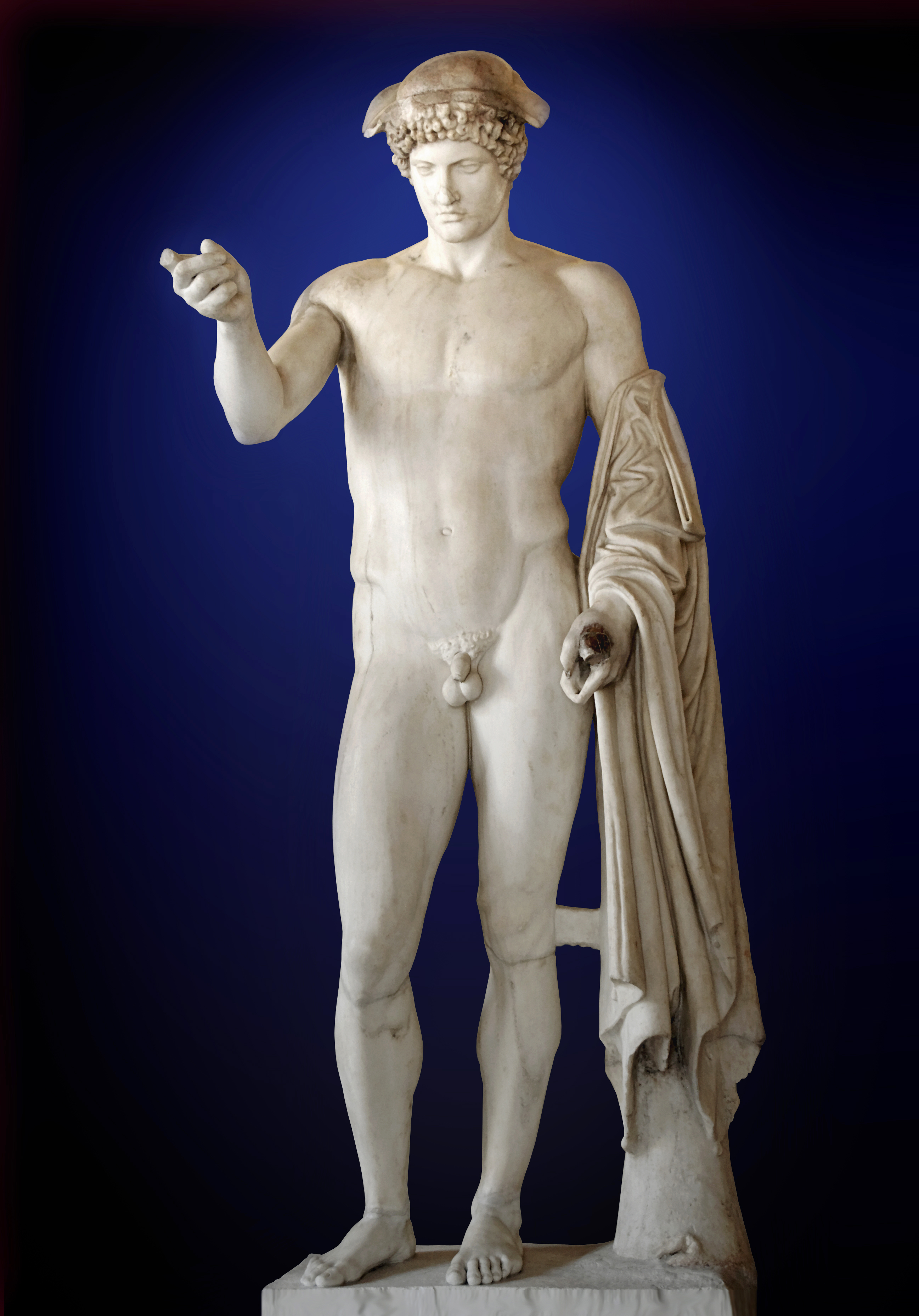
Hermés
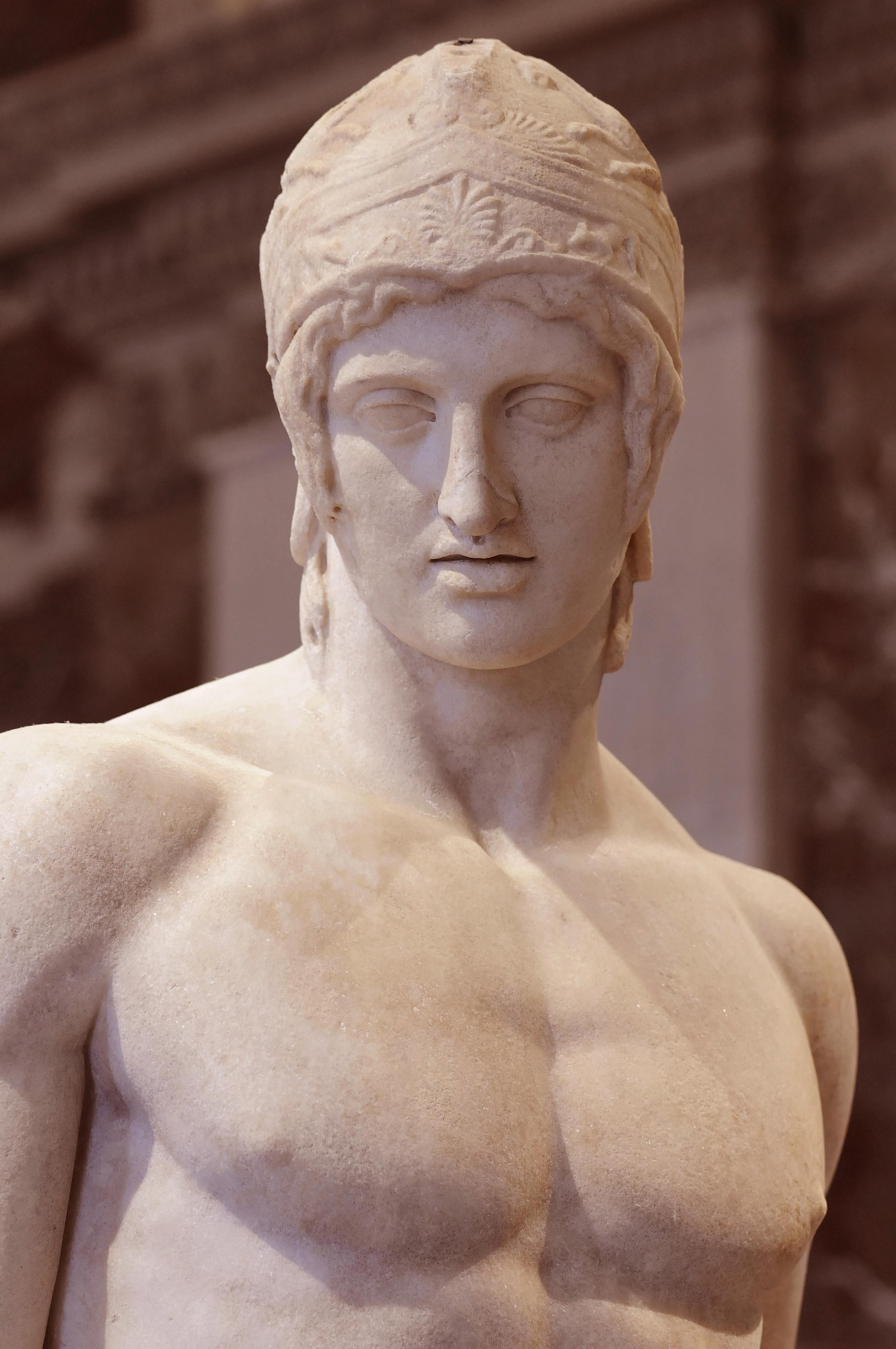
Arés
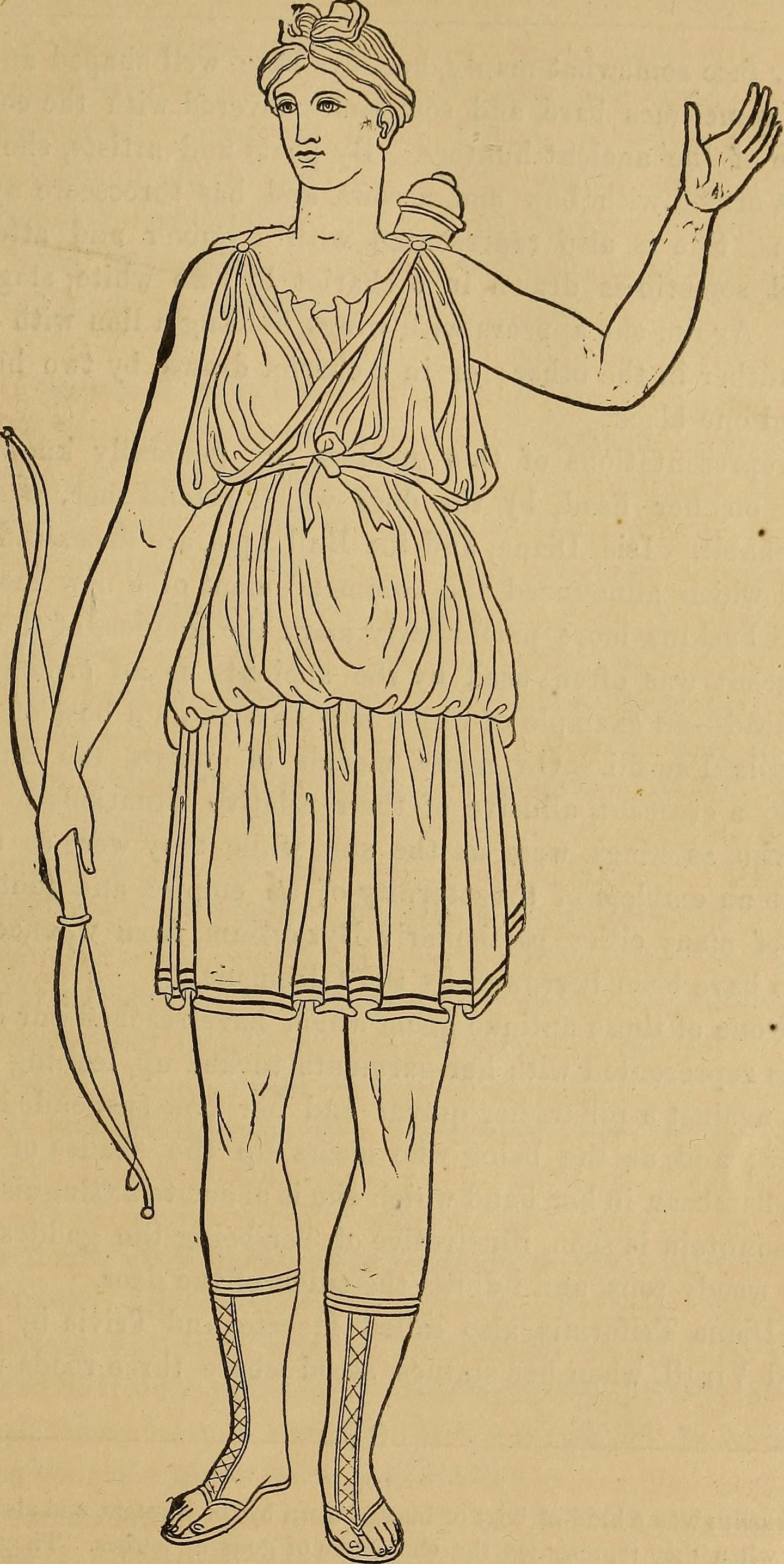
Artemis
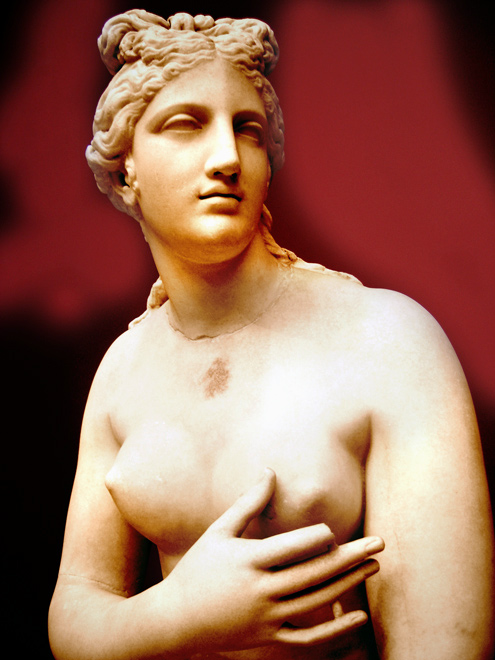
Afrodíté
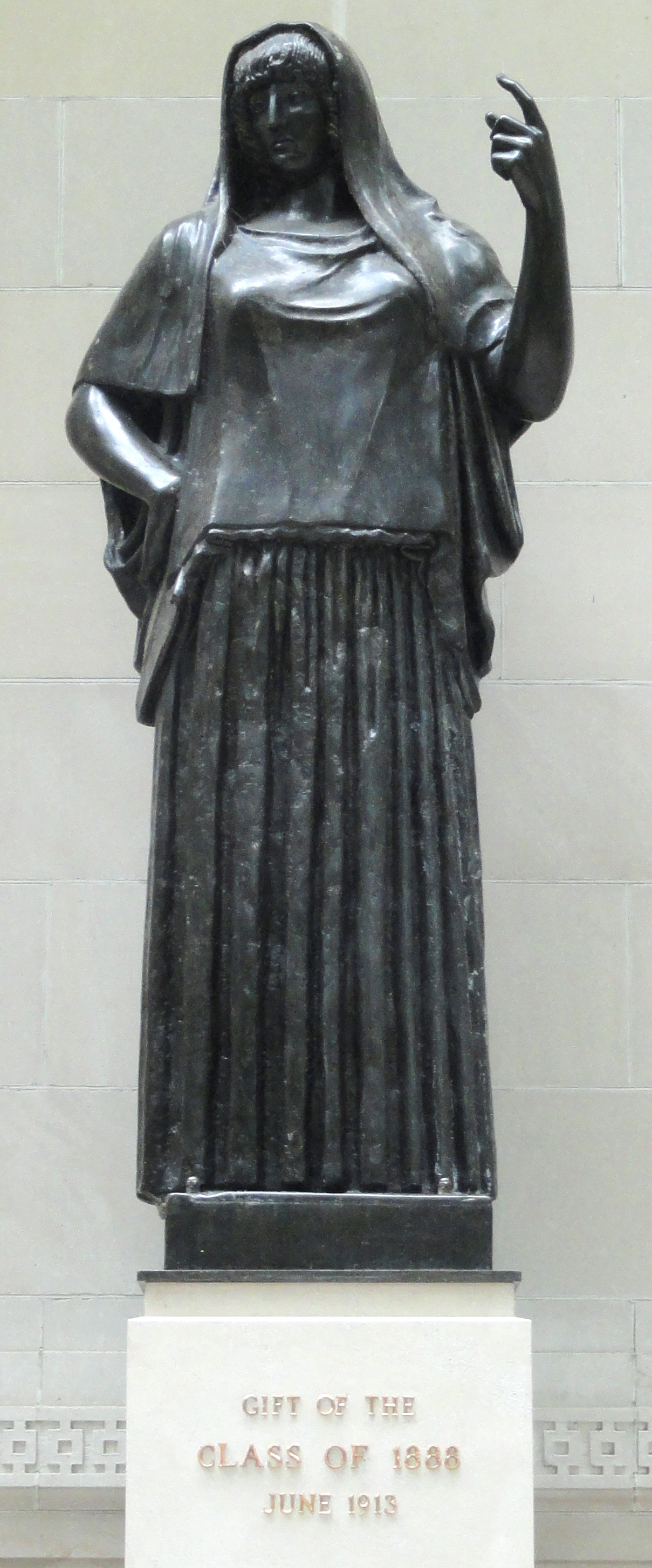
Hestiá
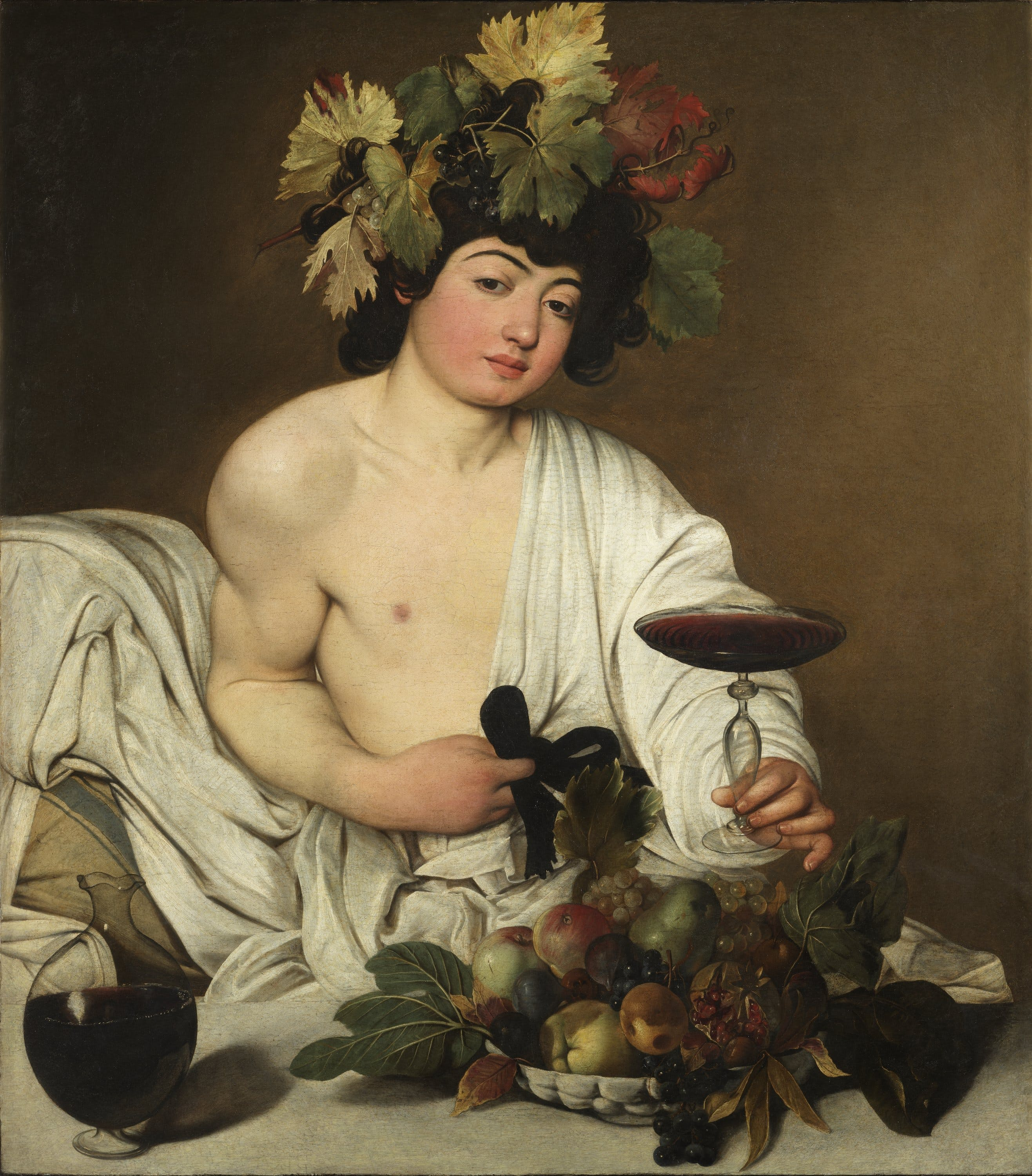
Dionýsos

Diův bratr Hádés a jeho manželka Persefoné se mezi olympany tradičně neřadí. Háda lze sice řadit k nejmocnějším a nejdůležitějším řeckým bohům, své sídlo má však ve své podsvětní říši, kde je neomezeným vladařem.
Na Olympu však přebývá také několik dalších božstev, která jsou často zosobněnými vlastnostmi bohů, případně se jedná o strážce Olympu či zdejší sloužící. V některých případech se jedná o Diovy nemanželské děti vzaté na Olymp. Zde je kompletní výčet ostatních obyvatel Olympu:
- Hestiá

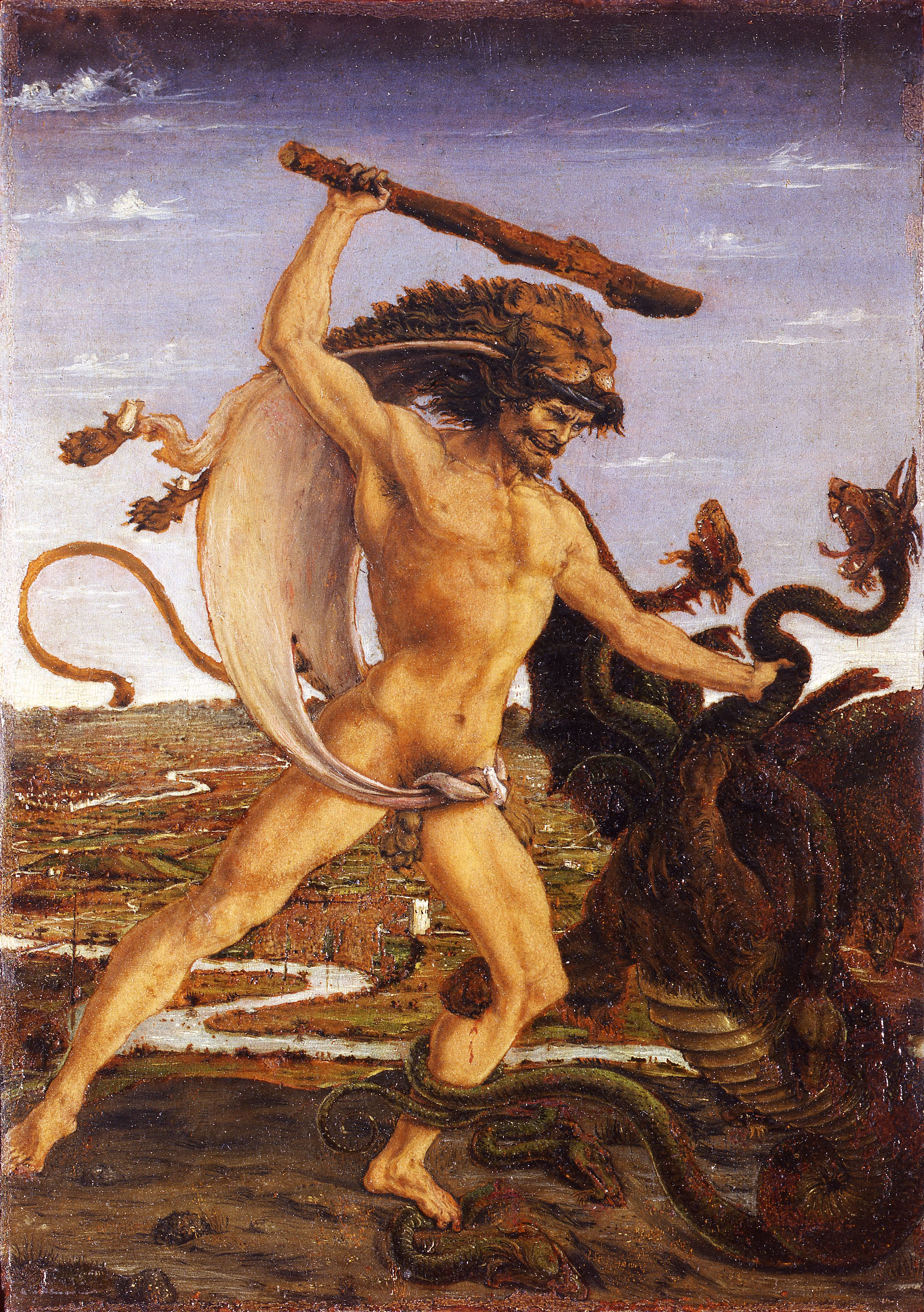
Héraklés
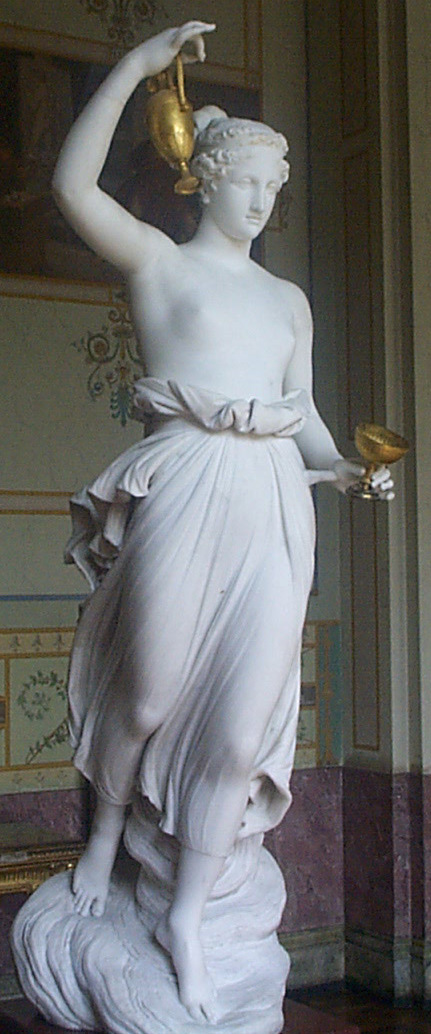
Hébé
Zélos
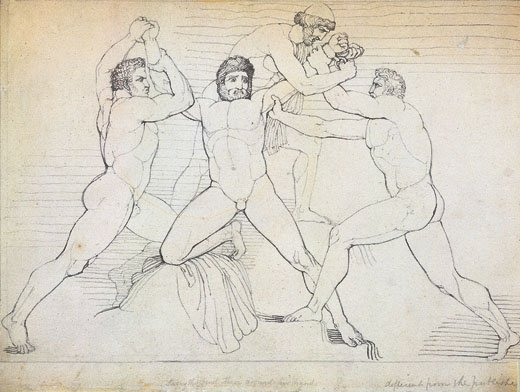
Kratos
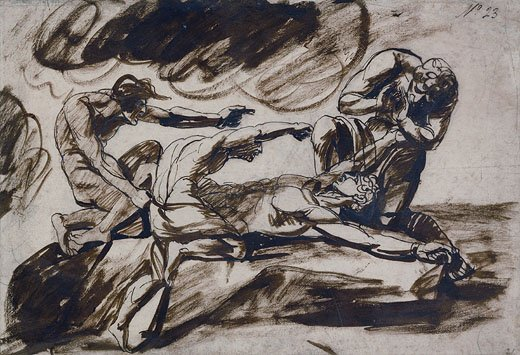
Biá
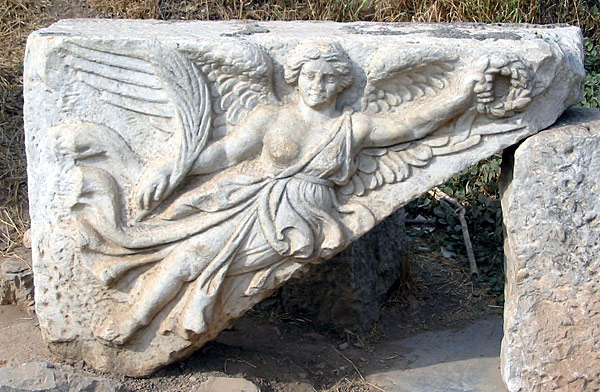
Níké
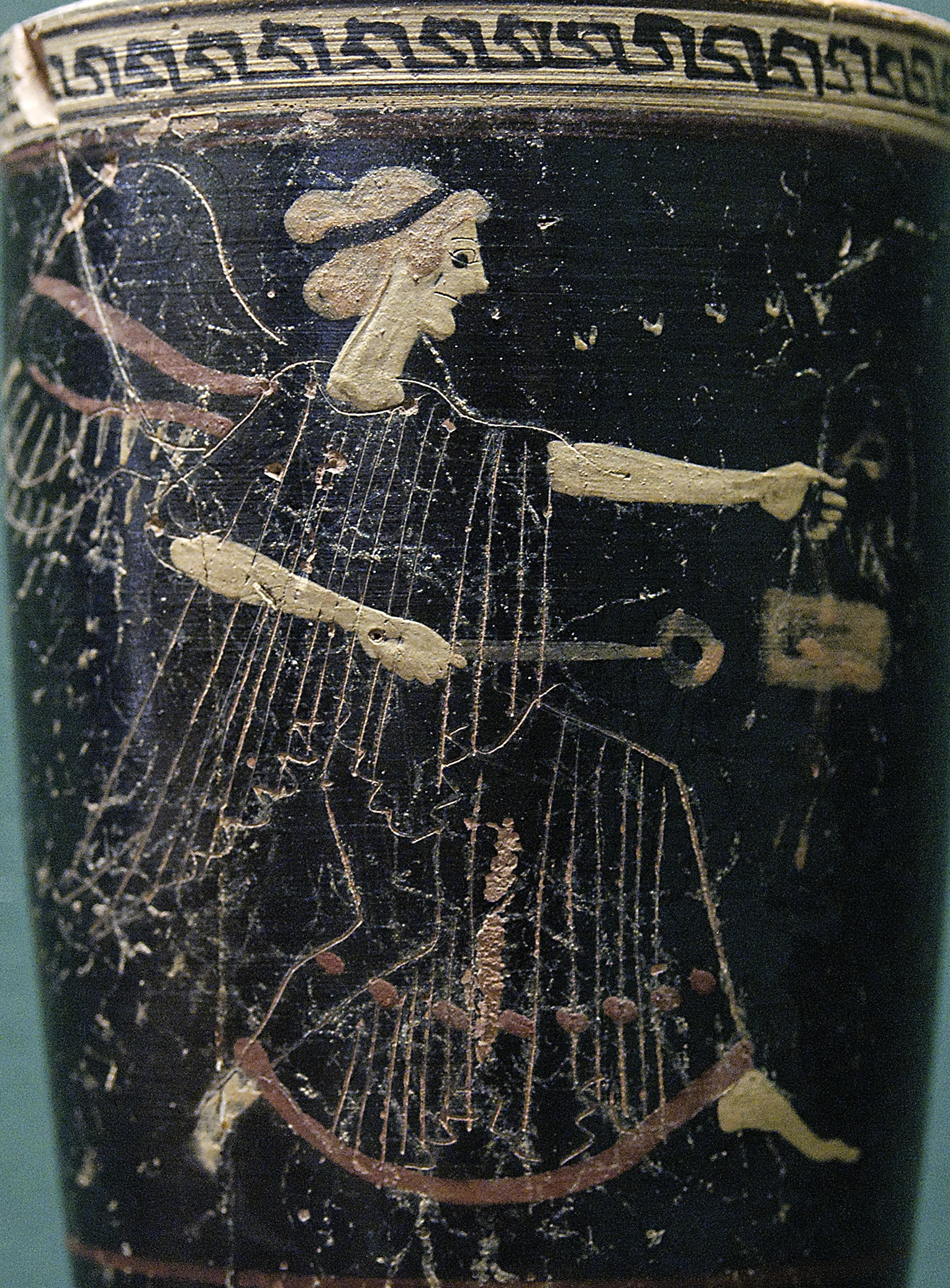
Iris
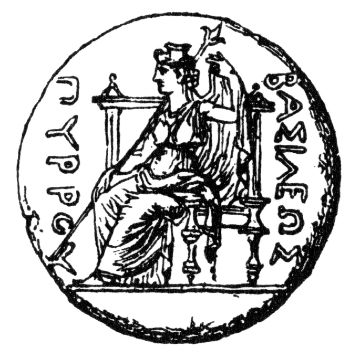
Dióna
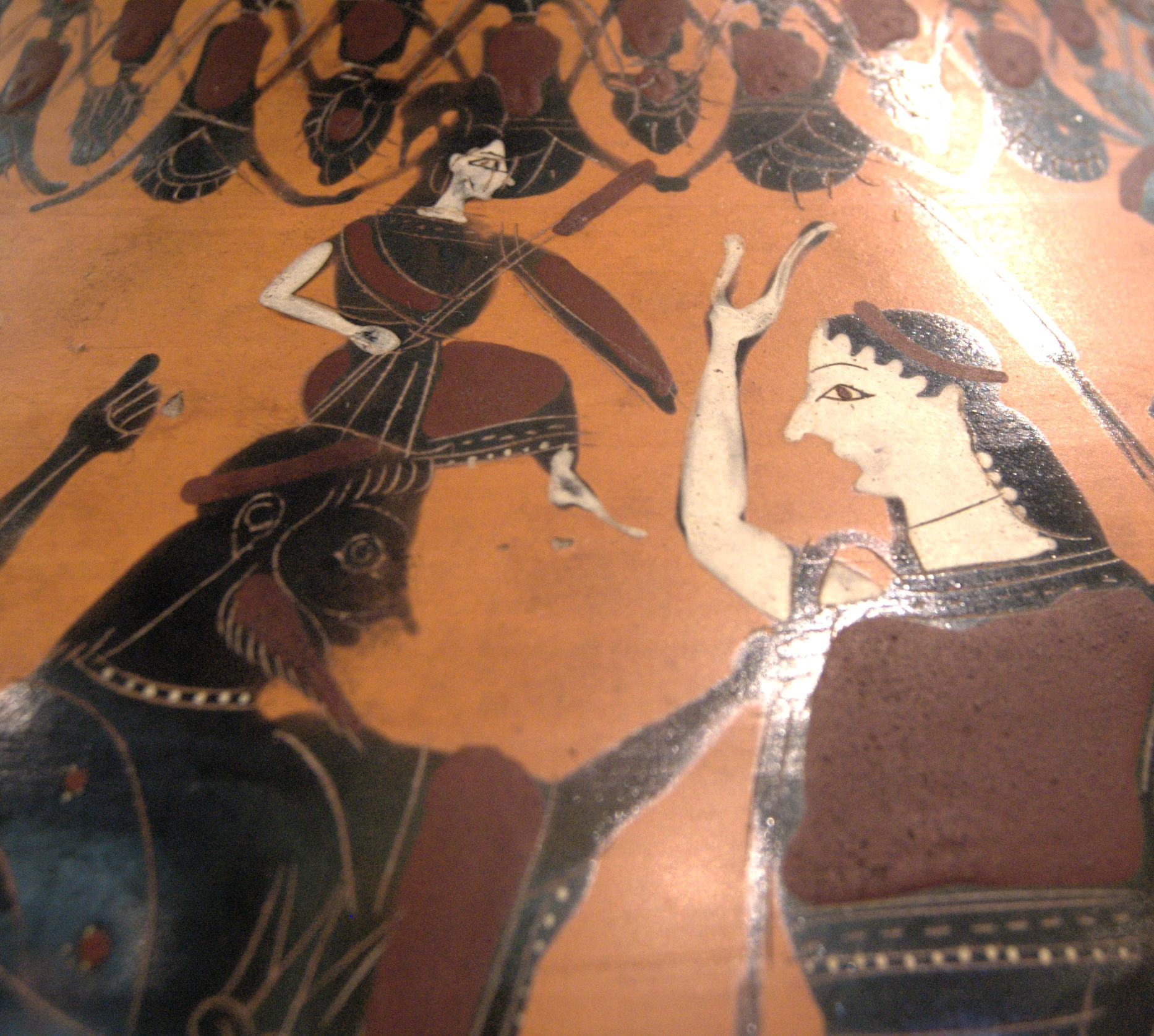
Eileithýia
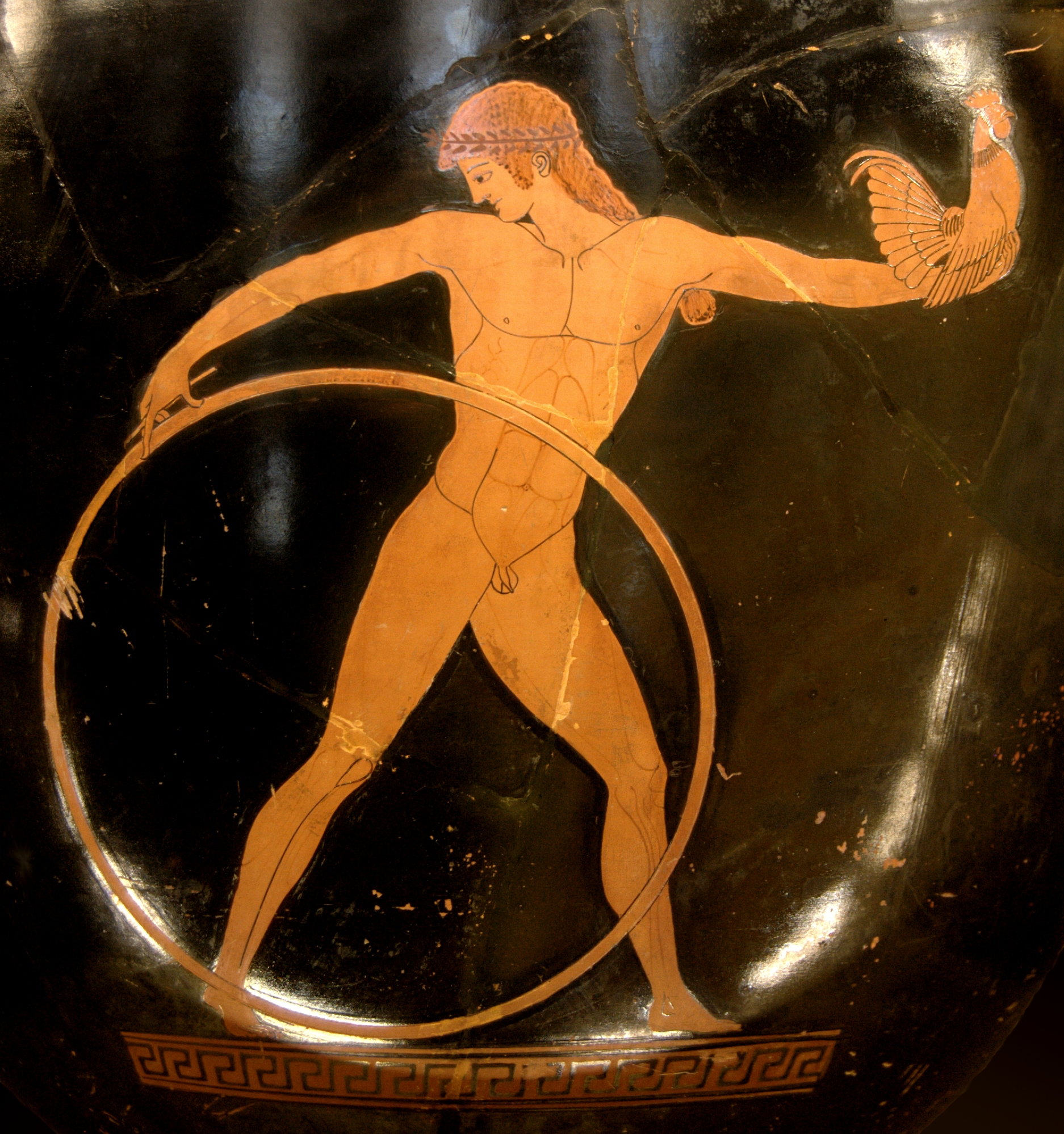
Ganymédés
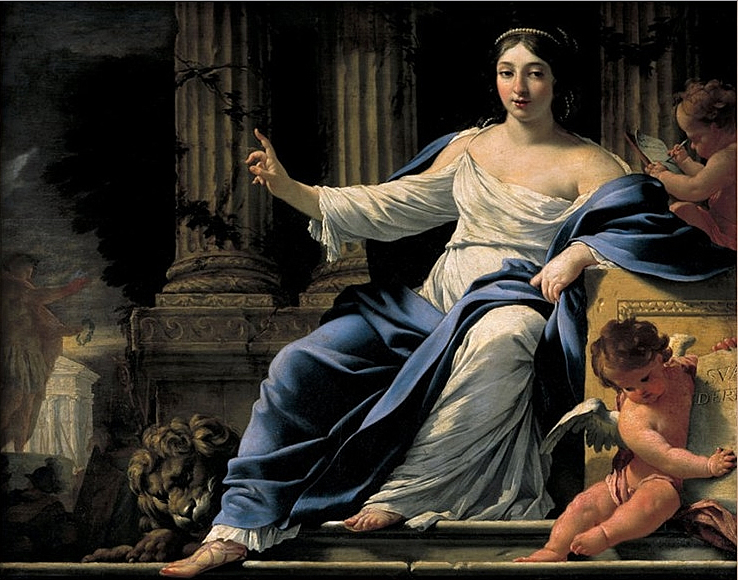
Polyhymnia
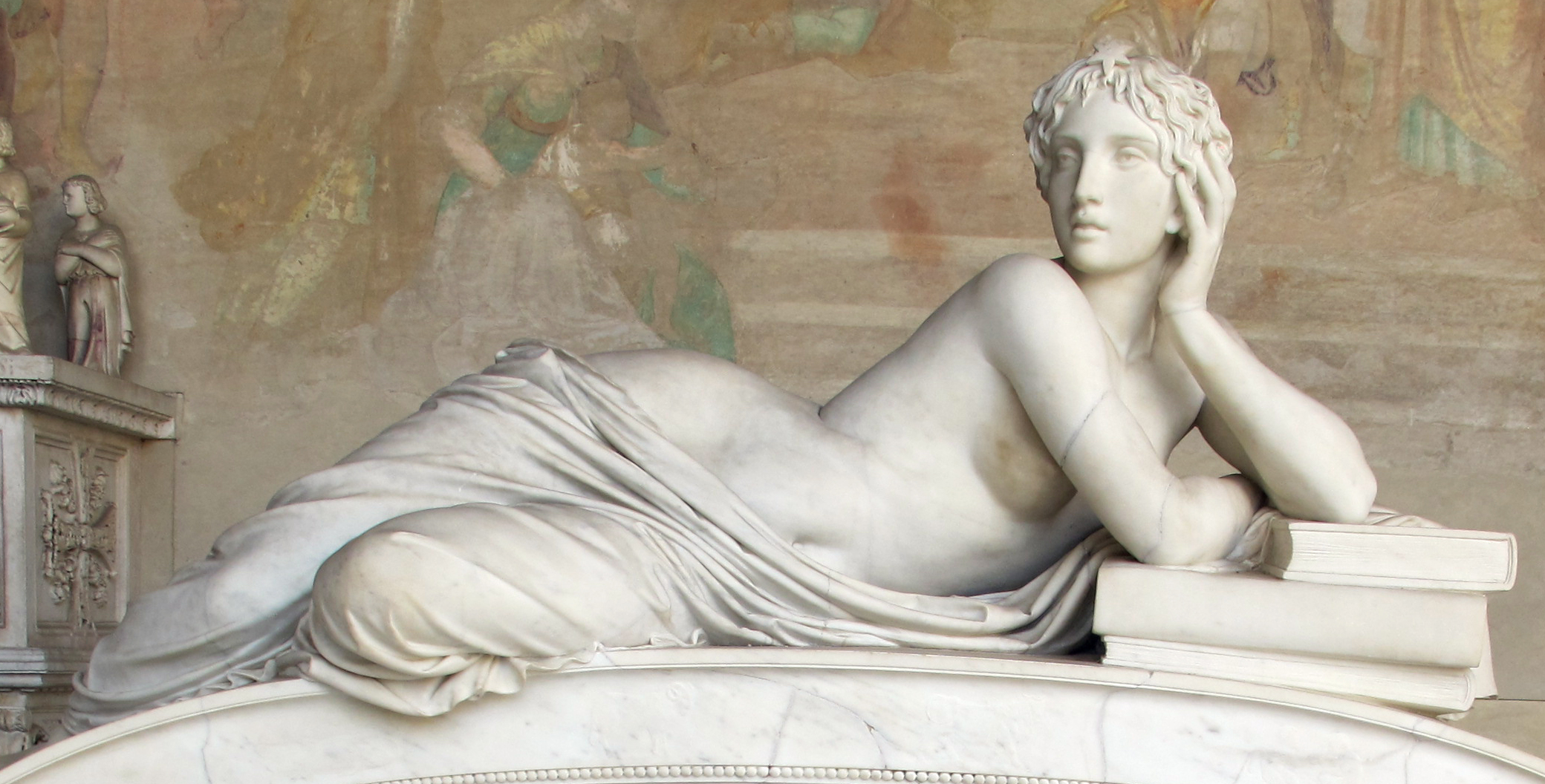
Úrania
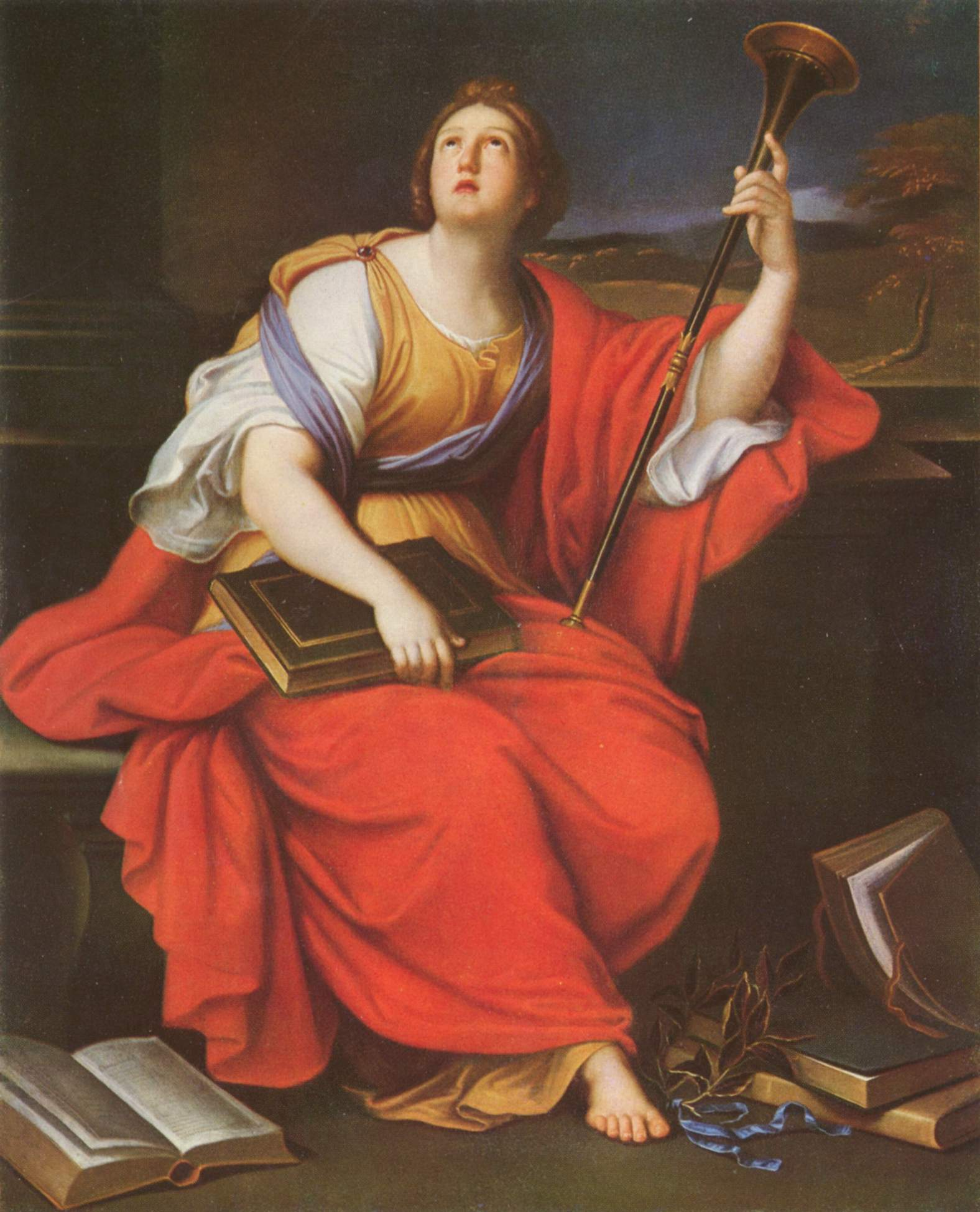
Kleió
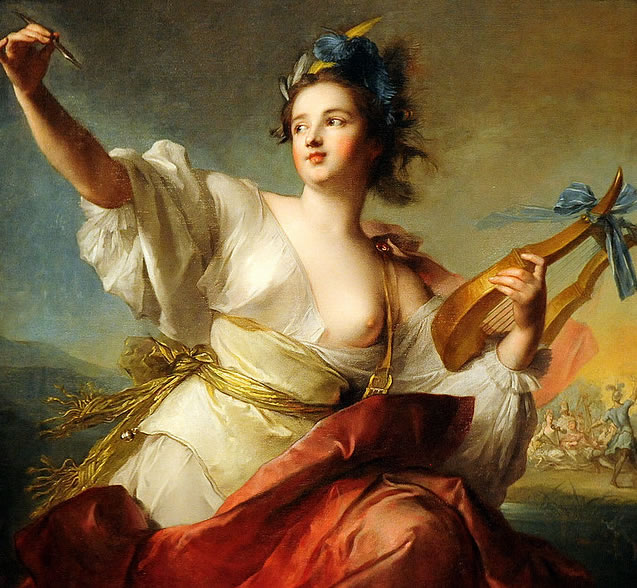
Terpsichoré
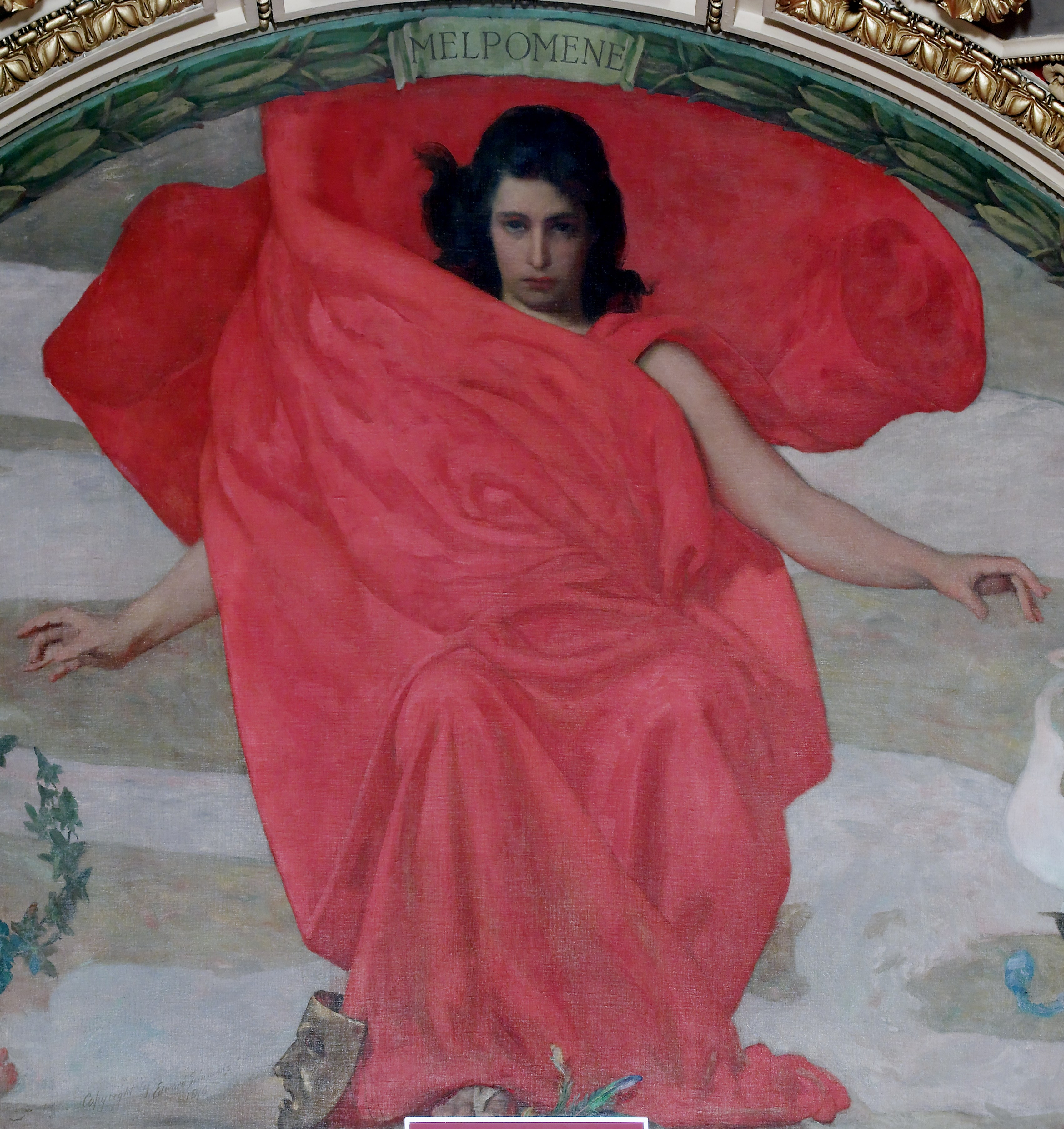
Melpomené
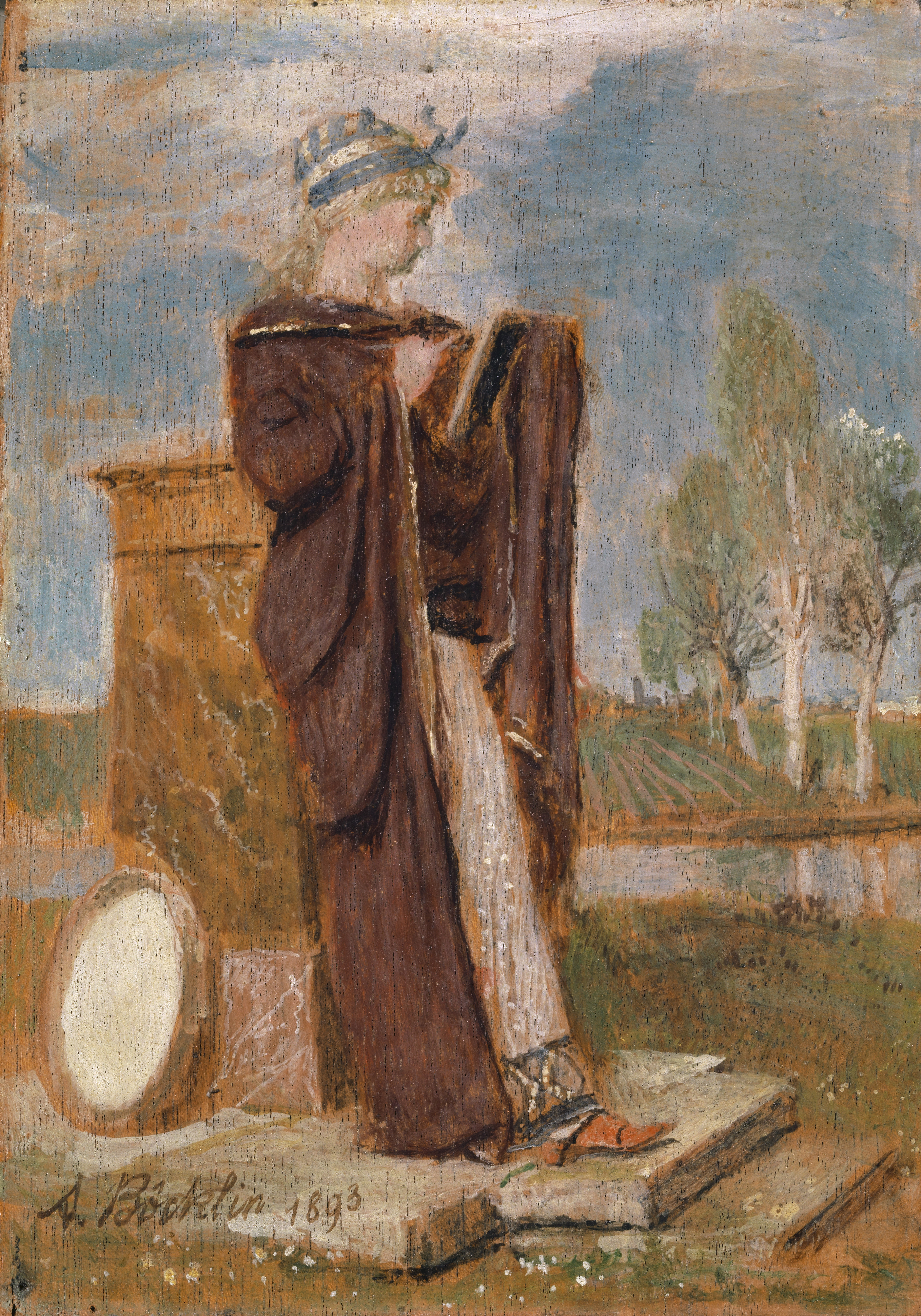
Múza Thálie
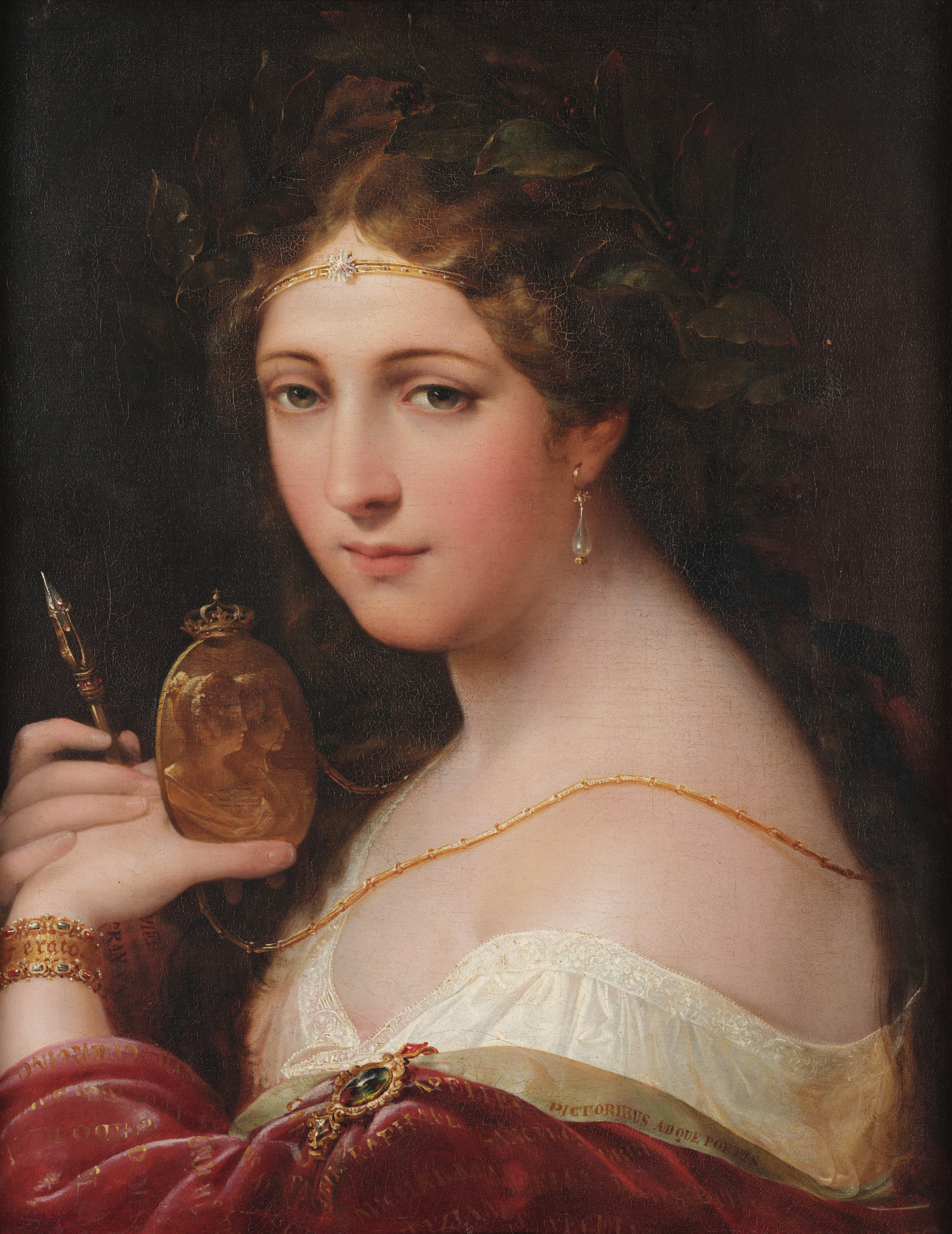
Erató
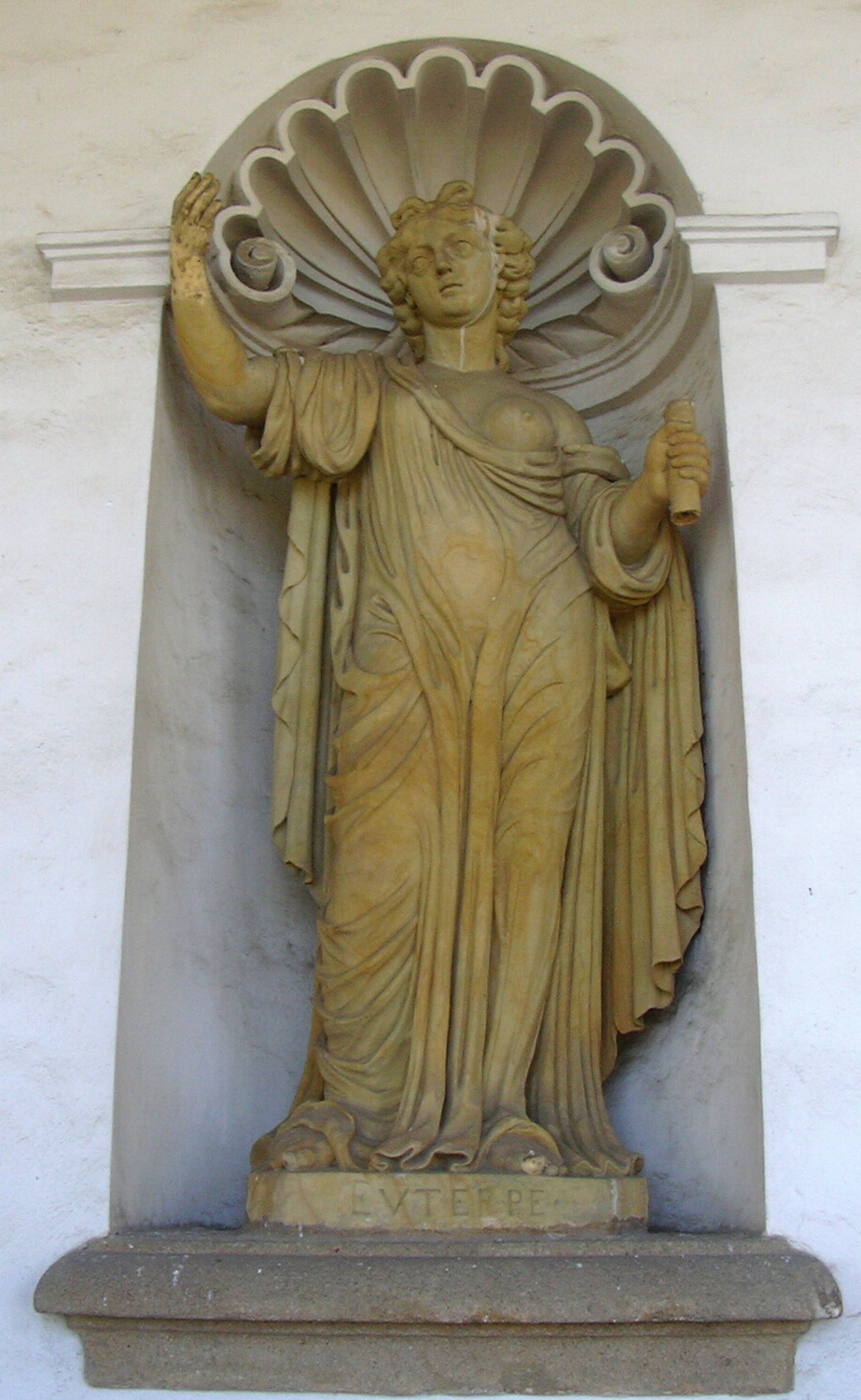
Euterpé
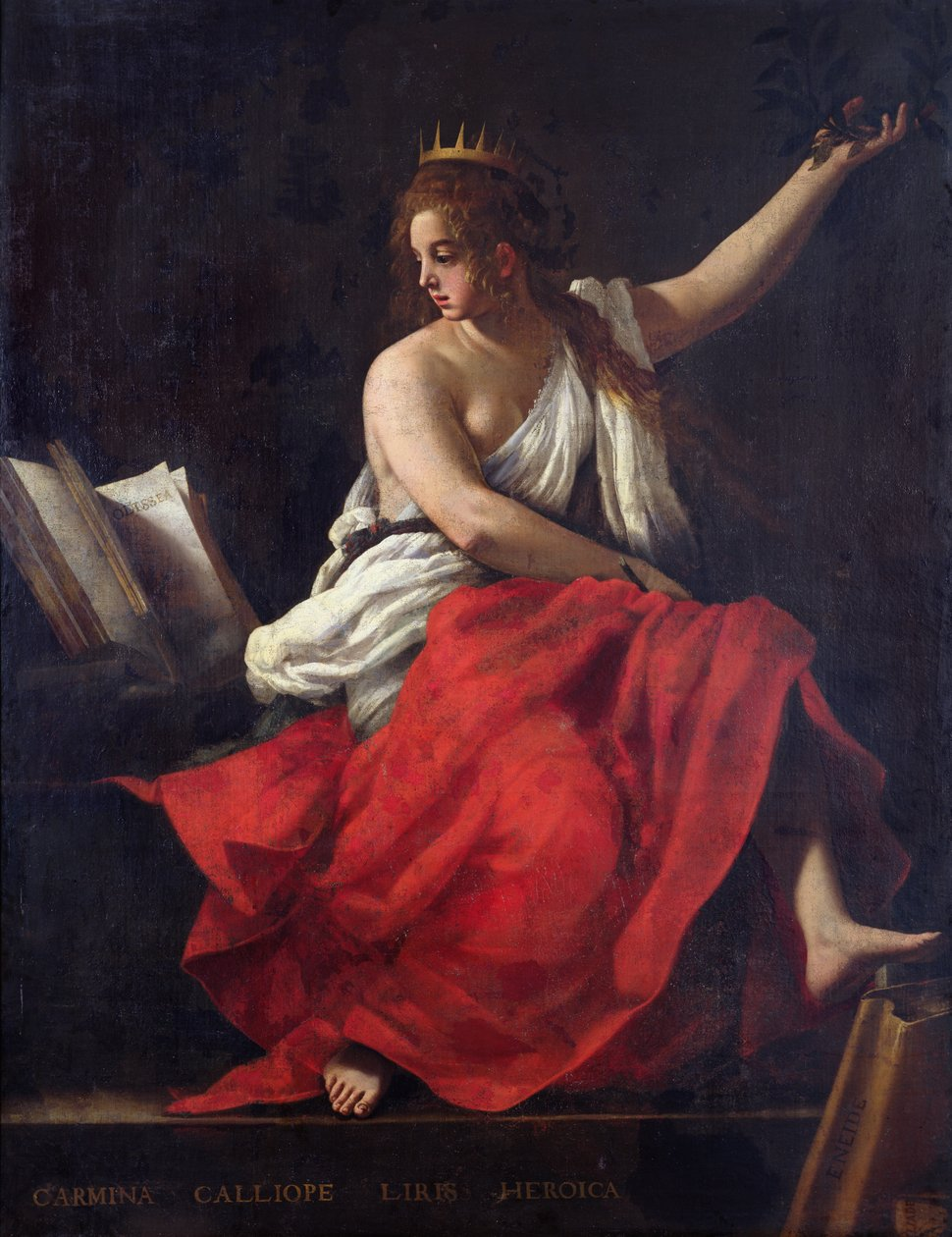
Kalliopé
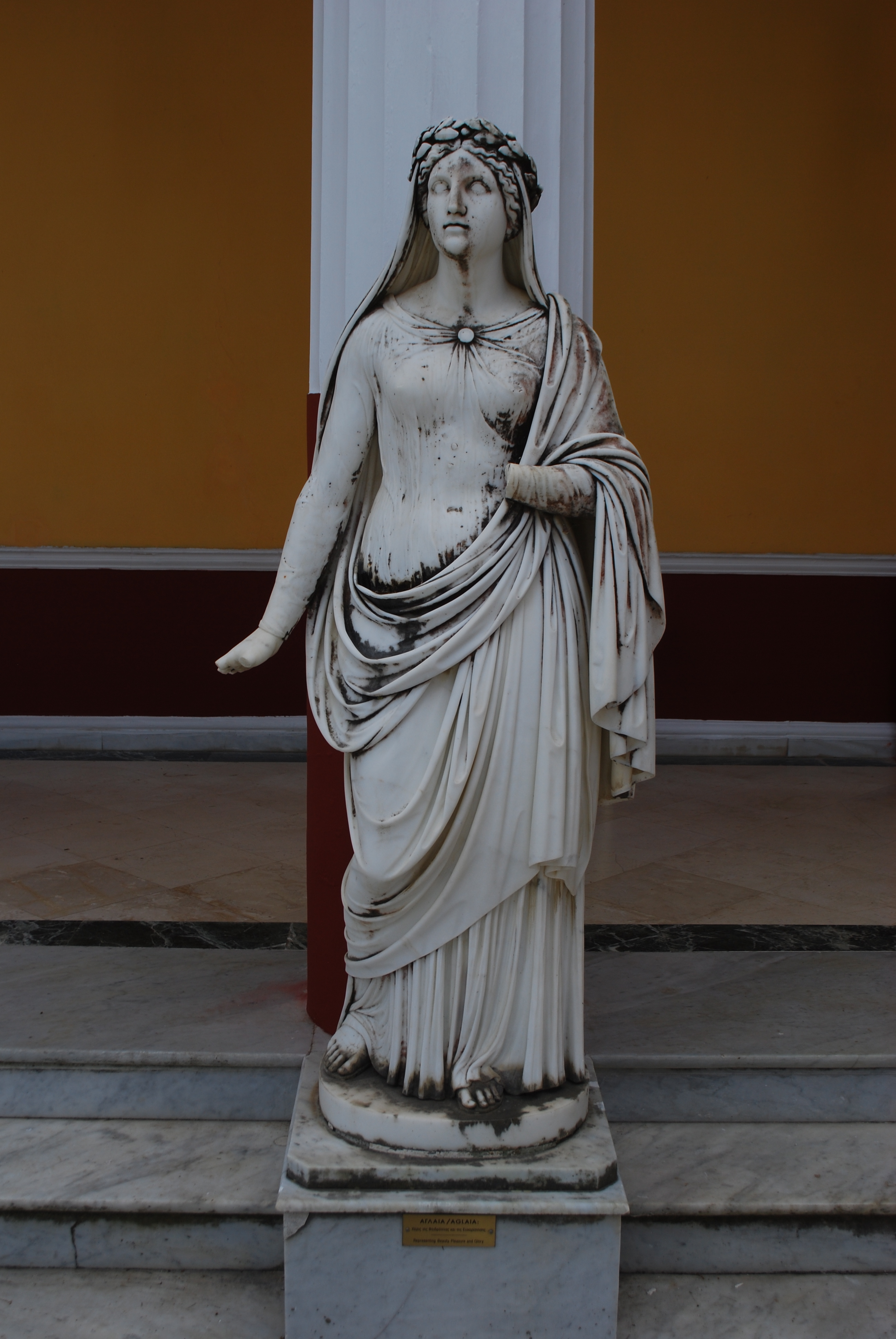
Aglaia
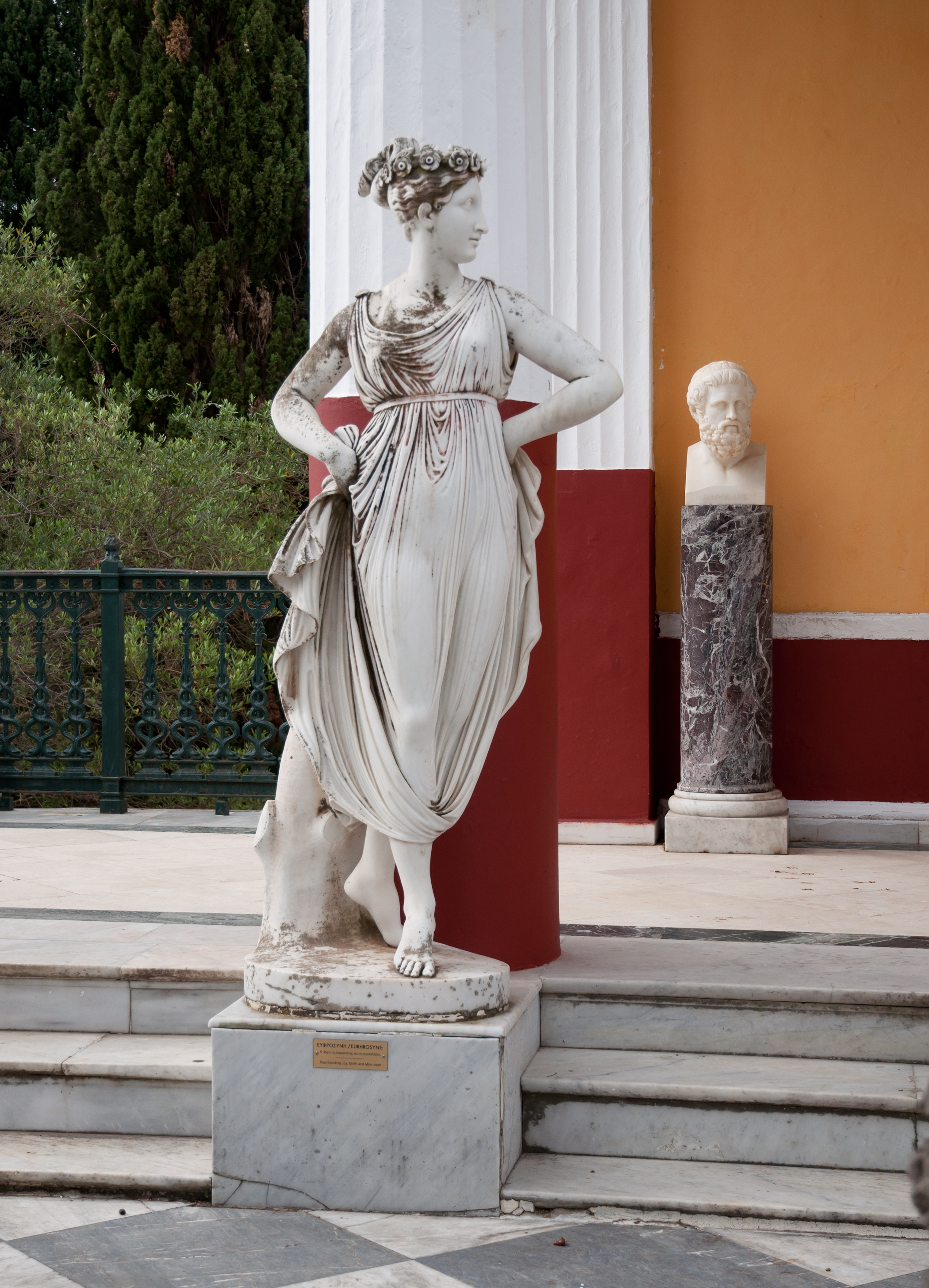
Eufrosyné
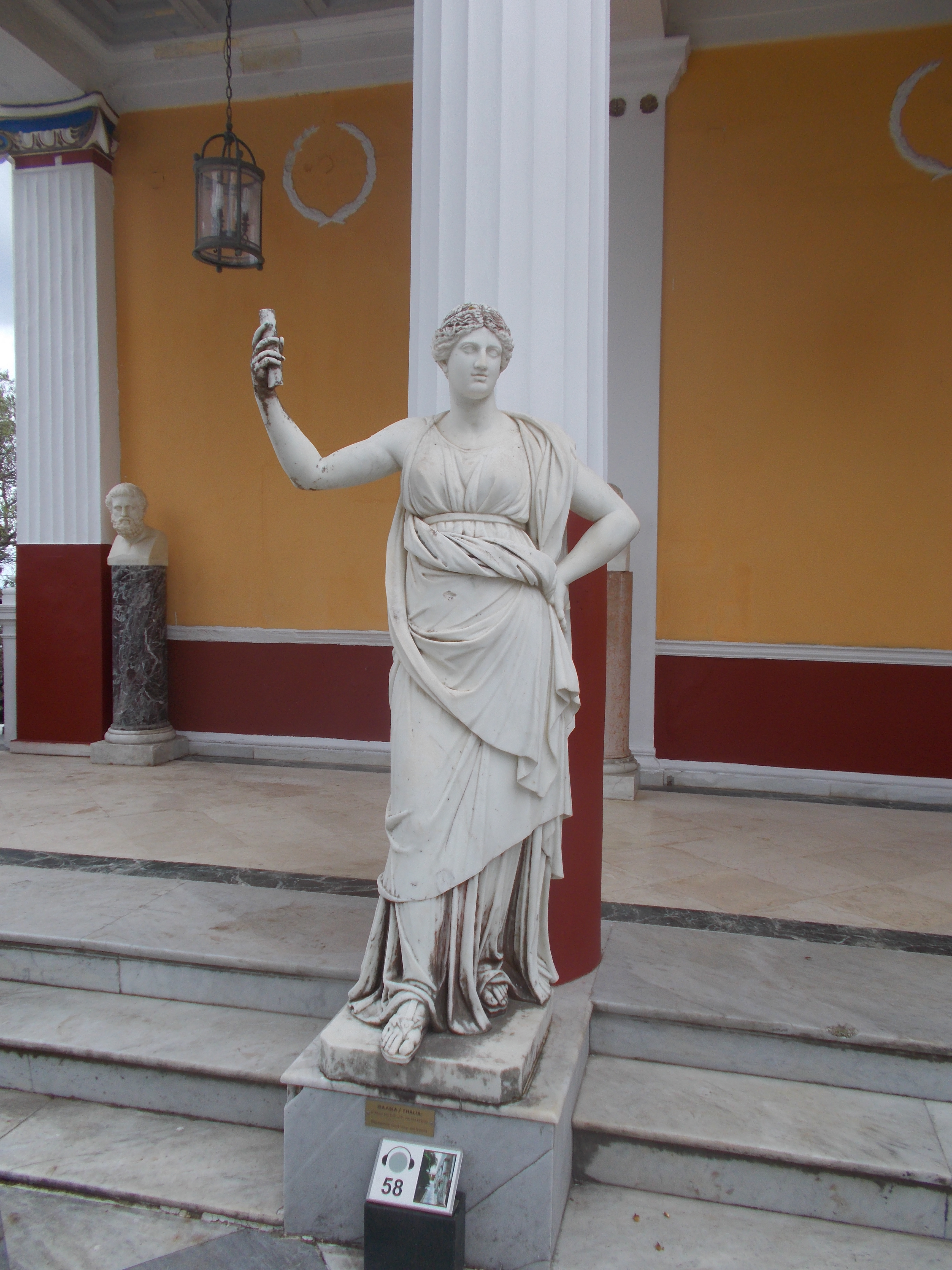
Charitka Thálie
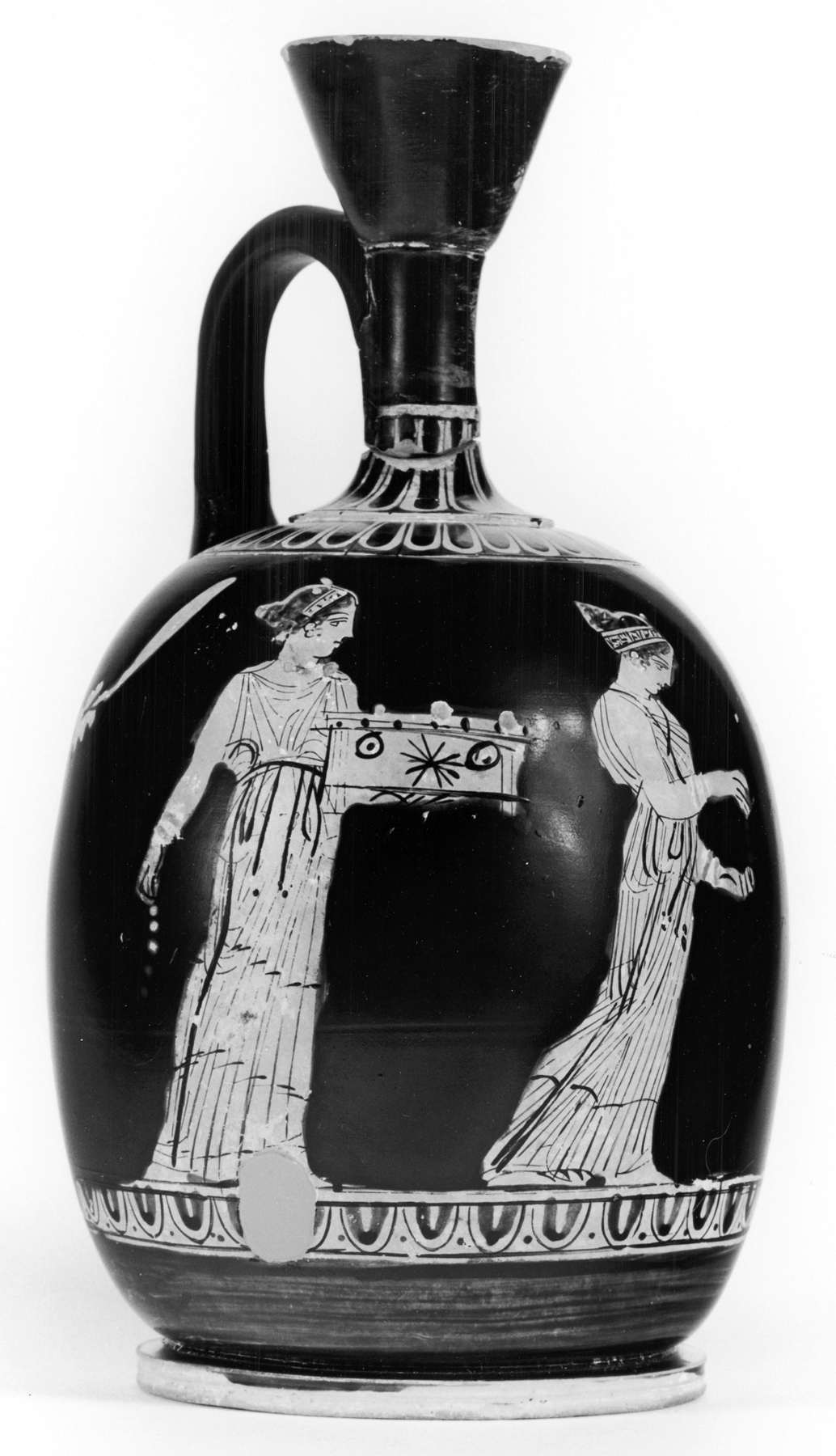
Eunomia
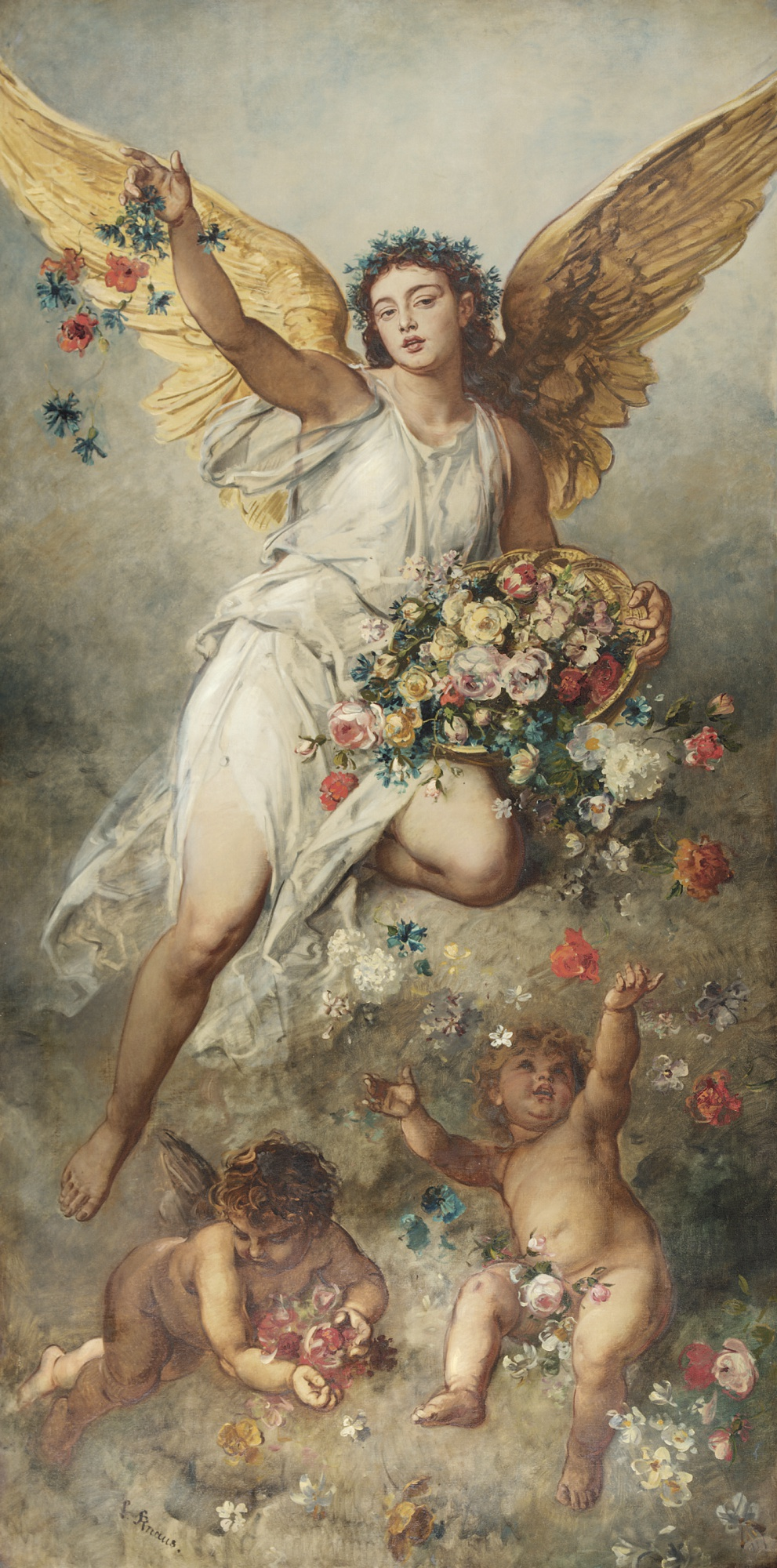
Eiréné
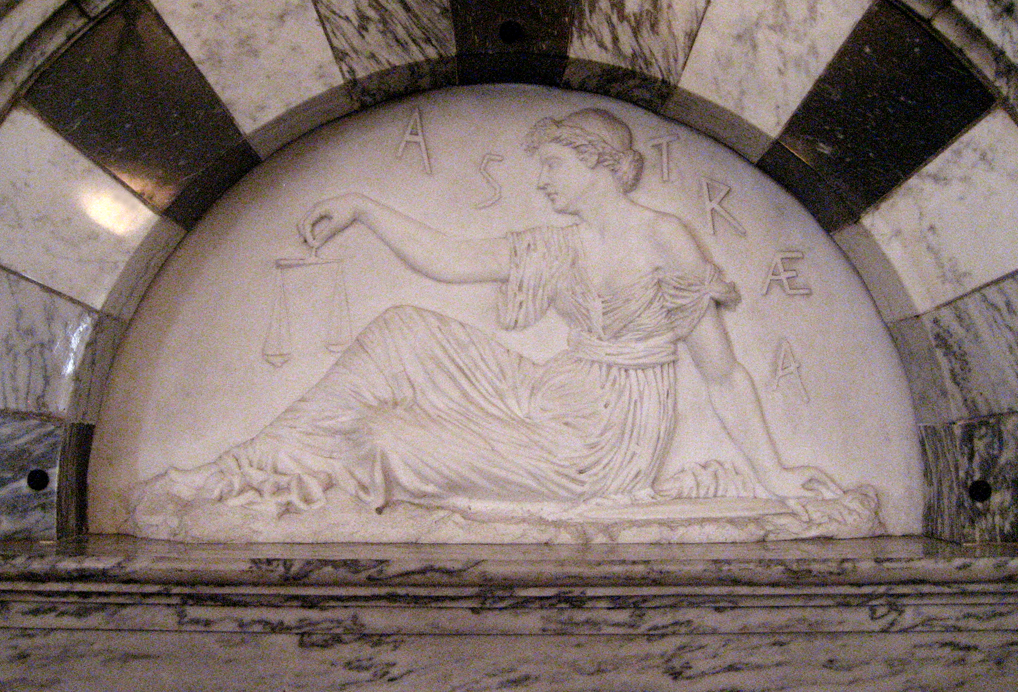
Diké

- Múzy
  - Polyhymnia
  - Úrania
  - Kleió
  - Terpsichoré
  - Melpomené
  - Thálie
  - Erató
  - Euterpé
  - Kalliopé
- Charitky
  - Aglaia
  - Eufrosyné
  - Thálie
- Hóry
  - Eunomia
  - Eiréné
  - Diké

- Héraklés
- Hébé
- Zélos
- Kratos
- Biá
- Níké
- Iris
- Dióna
- Eileithýia
- Ganymédés
- Polyhymnia
- Úrania
- Kleió
- Terpsichoré
- Melpomené
- Múza Thálie
- Erató
- Euterpé
- Kalliopé
- Aglaia
- Eufrosyné
- Charitka Thálie
- Eunomia
- Eiréné
- Diké